# Bf 109戰鬥機
梅塞施密特Bf 109是納粹德國空軍於1930和40年代使用的單座戰鬥機，其擁有多項問世當下劃時代的特點，如：下单翼（機翼位於機身下方）、全罩式座艙、可收放起落架以及全金屬製造的機身與機翼。
此機於1935年5月首次飛行，一直到大戰結束，此機型與1941年中開始服役的Fw 190系列，成為納粹德國空軍的標準戰鬥機。此期間多國空軍採用此機，包括芬蘭、南斯拉夫、克羅埃西亞、羅馬尼亞、匈牙利、義大利、瑞士。此機的應用超越其最初設計的目的，在戰爭中，此機衍生機型包括戰鬥轟炸機、夜間戰鬥機、和偵察機。是歷史上生產數量最多的戰鬥機。
它是德國在二次世界大戰期間生產數量最大（不算戰後生產的，超過三萬架），生產時間最久（德國本身從1936年生產到1945年初），產生空戰王牌最多（世界三大空戰王牌皆是駕駛Bf-109出身：埃里希·哈特曼擊落352架敵機世界第一，格爾哈德·巴克霍隆擊落301架敵機為第二，京特·拉爾擊落275架敵機為第三）的戰鬥機。Bf 109也是德國空軍最重要的日間戰鬥機，不僅僅是液冷式引擎戰鬥機的傑作之一，也是二戰時期最有名的機種之一。
Bf 109戰鬥機是德國空軍的骨幹戰機，但就如納粹德國的許多產品一般，Bf 109戰鬥機的生產與壓榨集中營的奴工息息相關，據估計，在1944年，在雷根斯堡生產的Bf 109戰鬥機，有大約三分之一都源自古森集中營及弗洛森比格集中營。
最常與Bf 109放在一起比較的要算是英國的噴火戰鬥機，這兩架戰鬥機不僅從大戰初期較勁到結束，戰場從北非到蘇聯，戰後還在中東交過手。而最讓人感受到歷史的無常之處要算是Bf 109在戰後曾經改用對手噴火所使用的英國梅林液冷式發動機（西班牙授權製造的版本，型號為HA-1112），並且參加1960年代的英倫空戰電影不列顛之戰的拍攝，在其中擔任德國戰機的角色。

## 設計概念形成與命名
Bf 109的概念設計主要是由帝國航空部所主導，細部設計主要是由巴伐利亞飛機製造廠負責。當威利·梅塞施密特從艾爾哈德·米爾希手上接過公司領導權後，便正式在1938年2月23號將公司改名為梅塞施密特（Messerschmitt AG）。從那天起，所有自梅塞施密特公司出廠的飛機都將以「Me」為命名字首，如Me 210戰鬥機。接下來由RLM負責最後統合工作。大戰爆發後，飛機設計工作則由梅塞施密特，帝國航空部與德國空軍，針對飛機性能設計進行協調與修改。現今尚存的機體無論是最早的A型到最後的K-4皆被人稱呼為Bf 109。通常德語發音都會叫它為may hundert-neun (hundred-nine)，參與二戰的美國老兵都會稱呼它為emm ee one-oh-nine。
一般而言戰機都會被它的駕駛員或是敵方飛行員給予暱稱，通常以製造者的名字做命名；例如Messer、Mersu、Messzer等，或是以戰機的特徵做命名；例如Bf 109 G-6就被空軍飛行員暱稱為Die Beule
（"The bump/bulge"）因为后期型Bf109G的罩住13 mm（.51 in）MG_131重機槍 同步机枪枪膛的引擎罩的特征，與Fw 190相比由於它光滑的機身；故被蘇維埃飛行員戲稱為「皮包骨」。至於Bf109的各種衍生名如：Anton、Bertha、Caesar、Dora、Emil、Friedrich、Gustav以及Kurfürst則是由官方命名公佈，例如G型就給予Gustav這個稱呼；這種特色可以在其它的德國航空器上看的到。

### 開發過程
在1933期間，德意志帝國航空部的技術開發部門（Technisches Amt，C-Amt），為了未來的戰機決定開發出一系列研究計劃：
- 武裝飛機I（Rüstungsflugzeug I）：中型轟炸機
- 武裝飛機II（Rüstungsflugzeug II）：戰術轟炸機
- 武裝飛機III（Rüstungsflugzeug III）：單翼戰鬥機
- 武裝飛機IV（Rüstungsflugzeug IV）：雙座戰鬥機

武裝飛機III原意為設計成短程攔截機，目的是要淘汰正在服役的阿拉多Ar 64與亨克爾He 51。在1933年1月30日納粹政府宣誓成立，帝國航空部正式頒佈文號「L.A. 1432/33」的單座戰鬥機設計案。
根據帝國航空部的性能要求，戰機的性能規格為在6,000公尺（19,690英呎）高空時，可以維持20分鐘的400公里/時最大極速，整體而言可以滯空大約90分鐘，爬升到6,000公尺不會超過17分鐘，可以爬升的最大高空為10,000公尺。發動機預定採用容克斯的容克斯Jumo 210引擎，它的輸出功率可達522千瓦（700匹馬力）。它可選配1挺通過引擎軸高性能的20公釐MG C 30軸砲與在引擎整流罩上裝配2挺7.92（0.312英寸）的MG 17機槍，或是裝配1挺輕量化20公釐MG FF機炮與2挺7.92公釐MG 17。另一項要求規格就是翼負荷維持在100 kg/m以下2。整體的表現規格就是要求有戰鬥機等級速度、爬升率和靈活動作。
武裝飛機III規格計劃書並不是由技術開發部門所提出：在1933年早期時，亨克爾與阿拉多分別送出由私人資助的單翼戰機開發案，技術開發部門分別截取2個開發案的特點並且再次把2個開發案重新退回，同時加入福克-沃尔夫來參加競標。
由於德意志帝國航空部首長米爾希認為威利·梅塞施密特必須為他的摯友漢斯·哈克曼死於輕型運輸機梅塞施密特M20的空難負責，再加上梅塞施密特事後冷漠的態度，故當初的競標並未邀請梅塞施密特。但是近來由威利·拉丁格與瓦爾特·施克這兩位學者研究表明這可能不是事實。在1934年2月由阿拉多，亨克爾與巴伐利亞飛機製造廠（BFW）以L.A. 1432/33為標準進行競標工作。在1939年福克-沃尔夫以這份研發合同做為標準加入新飛機競標工作。，發動機則選用容克斯Jumo210引擎卻有附加條件；就是要求容克與戴姆勒-奔驰DB 600發動機可以在機身進行互換。從1934年底開始要求兩家發動機廠各提供3具發動機做性能測試。

### Bf 109V

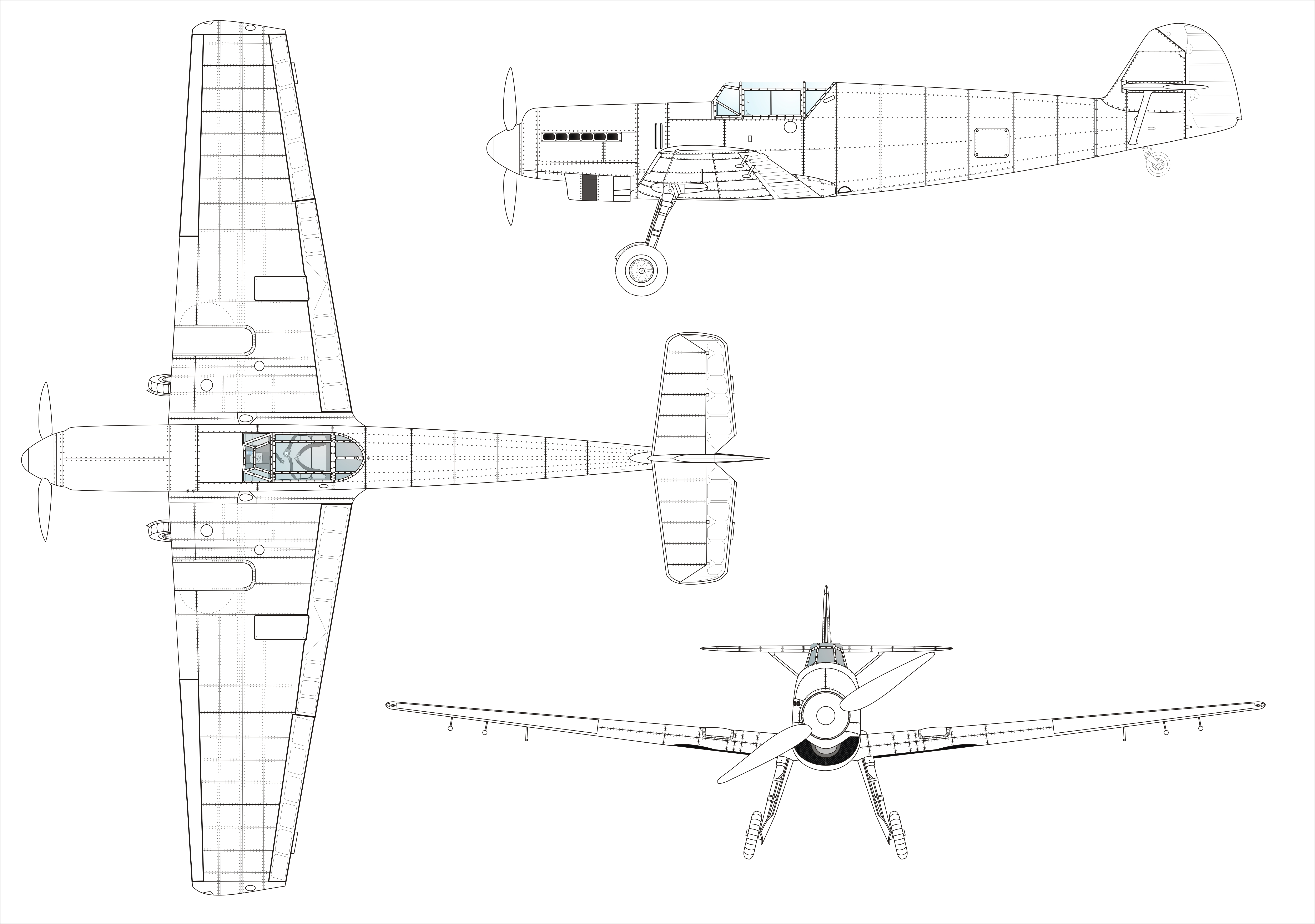
Messerschmitt Bf 109 V1

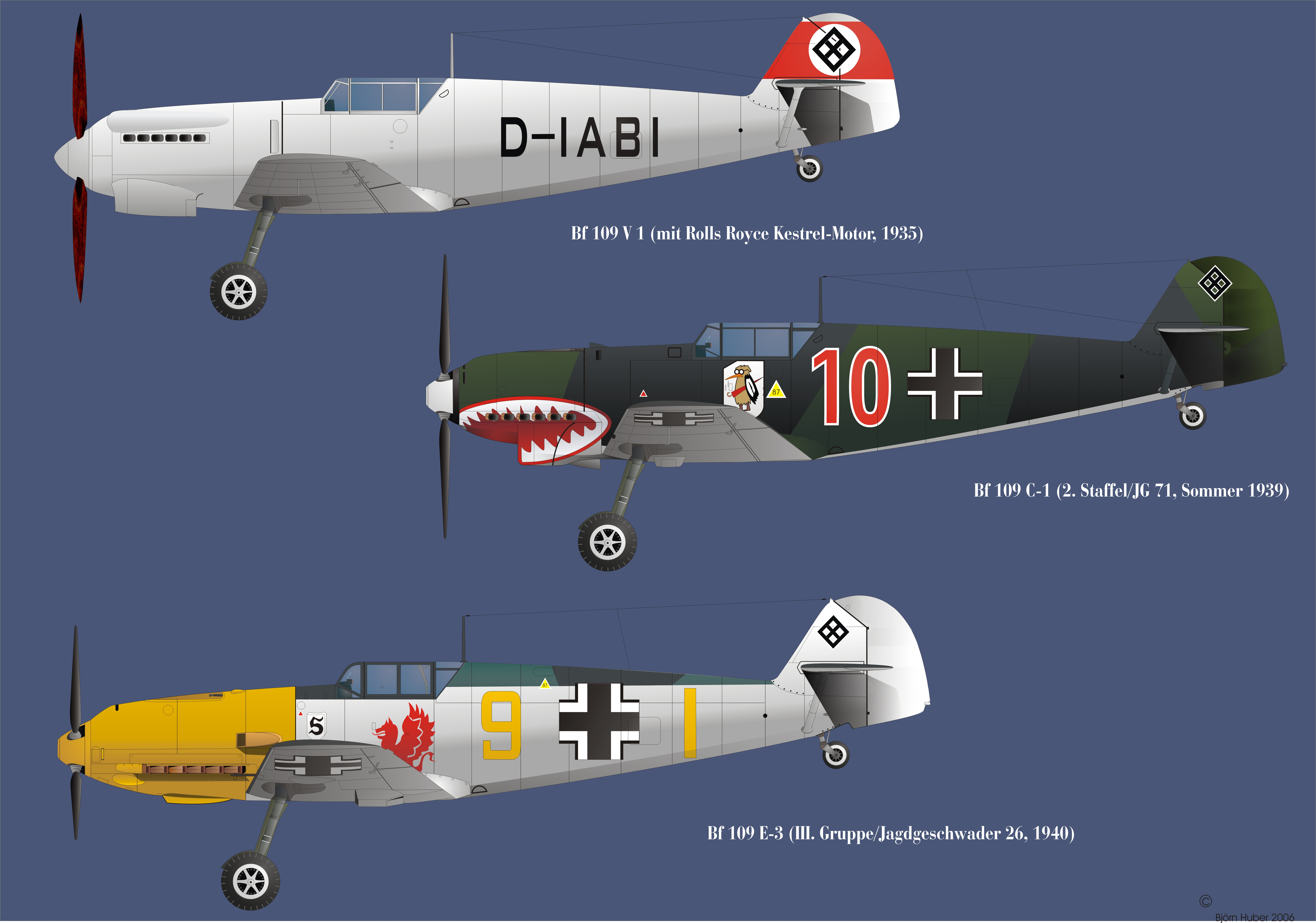
Bf 109: V-1-, C-1- 與E-3的各種衍生型

梅塞施密特正式成立設計專案P.1034，在1934年3月設計小組開始著手將設計概念轉變為Bf 109，3禮拜後即被接受。基本上大方向的模型設計在1934年5月就完成了，至於細部方面的設計是在1935年1月預備完成。德國航空部發布了這個設計專案並命名為'Bf 109，Bf 109型試驗機可稱它為V1機身號碼為D-IABI，1935年5月正式出廠，但此時發動機卻沒有足以服役的能力。為了克服發動機的機械設計問題，故向英國勞斯萊斯廠採購數具茶隼发动机先使用。
實驗機的首次測試以勞斯萊斯PV-12做為發動機，隨後更換成勞斯萊斯梅林發動機，梅塞施密特隨後將被更換成梅林發動機的實驗機命名為V1。1935年8月所有組裝大工告成，隨後在1935年9月進行首次試飛。接下來就送往空軍測試中心的進行進一步的設計競爭。
1935年夏末，Jumo的發動機進入可服役階段，在1935年10月；代號V2測試機上面的Jumo 210A輸出功率可達449千瓦（600匹馬力）。編號V3測試機則是第一次加裝機槍，但是由於V3上面的發動機並不穩定，故直到1936年5月才進行試飛。這3架測試機的結果成積極度相近。在高度4,000公尺（13,120英呎）時，最高飛行速度達470公里/時（290英哩/時），實用升限為8,300公尺（27,230英呎）。

### 武裝系統

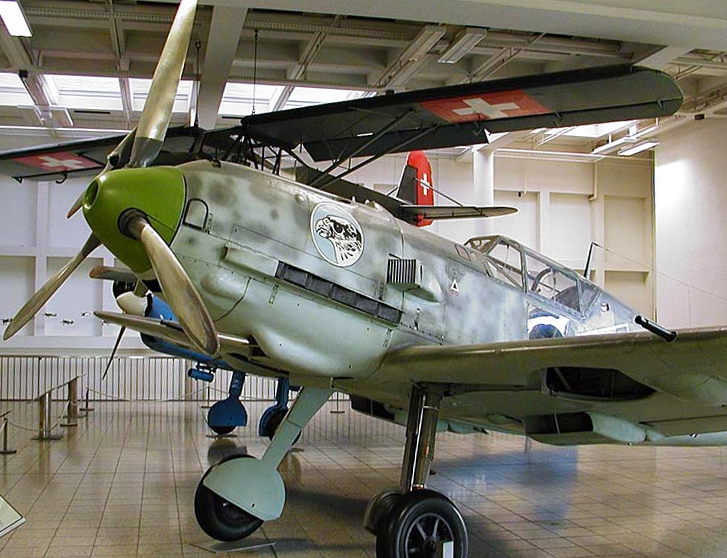
Bf 109E-3配備一門穿過螺旋槳軸心發射與兩門機翼上的20公厘MG FF機砲，以及裝在機鼻上方的機槍

梅塞施密特認為一架典型的單翼戰鬥機如同信天翁D.Va一樣，應該是輕型單人座、低阻力並且在機頭上方配置兩挺同步型機槍。另外一種在設計階段就列入考慮的選擇是配備一門安裝在發動機氣缸中間的高性能機炮，炮管套在螺旋槳驅動軸心對外發射，發射時的後座力則由發動機予以吸收。這種武裝佈局在一些當時法國設計的戰鬥機上，如地瓦丁D.520戰鬥機，這樣的安排足以讓Bf 109的機翼結構較薄，重量較輕。
當德國在1937年發現英國皇家空軍正在計劃為新式單座型戰機颶風式與噴火式配備8挺機槍，這讓Bf 109必須要搭載更多的武裝。可是問題在於，如果想要搭載更多的武裝器時，可以安置的區域就只剩下機翼了。但是受到起落架艙，機翼主樑與翼前緣縫翼的限制，剩下的空間只能安裝一挺7.92公厘MG 17機槍或是20公厘MG FF or MG FF/M機炮的空間。Bf 109第一種配備機翼機槍的型號是C-1，在機翼的間隔內安裝1挺MG 17機槍。為了避免重新設計機翼以容納較大的彈藥箱和維修艙門，採用一種特殊設計的彈藥供應裝置：藉由一條500發子彈的連續彈帶一路沿著導槽至翼尖。彈帶繞著一個轉子，前進時經由槍後端下方，並沿著機翼回到翼根進行裝填，給彈後繞過另一轉子回到槍身。槍管藏在位於翼樑與機翼前緣之間長而大的管子中，這些管子引導冷空氣流經機槍後，從機翼後緣襟翼上方的一個槽排出。由於空間非常有限，MG 17機槍尾端占據了部份襟翼的乘載孔空間納。更長更重的MG FF必須安裝在外部的槍艙中，為了安裝機砲，翼樑上挖出大孔以配合翼樑前方的彈藥，以及後方的機砲座。將60發的彈鼓安置在機槍的隔間內；在機翼下方有個液滴形狀的小艙口供更換彈鼓之用。拆下機翼前緣的一片板子後，整個武器可以拆下維修。

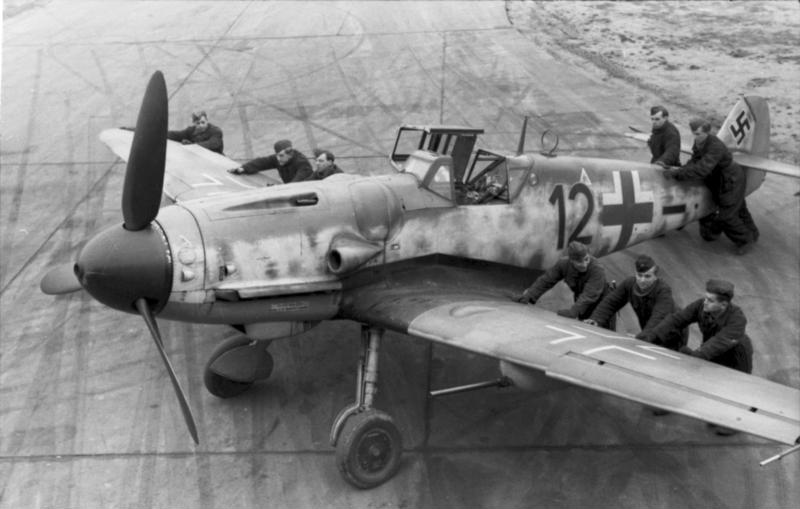
德國空軍的地勤人員正移動一架隶属于JG2的Bf 109 G-6“炮鸟”。图中可见放出状态的前缘襟翼和R6翼下吊掛機砲，攝於1943年秋，法国

在109F系列之後，在機翼內不能再裝配更長的機槍－唯一的例外就是被阿道夫·加兰德修改過的Bf 109 F-2，它在機翼內可以配置1門20 mm MG FF/M機砲，並且在F-2/U1上面將MG 17機槍提升成口徑13公厘的MG 131机枪；這種武裝配置在後來的109K系列中的K-6可以看到；在雙翼各配置1門30公厘的MK-108航空机炮。
在機翼武裝方面，在雙翼下掛載一對外掛式MG 151 20公釐機炮莢艙，目的是為了增強戰機的火力讓它足以成為盟軍轟炸機殺手，但外掛的重量以及風阻讓BF 109減弱了與戰鬥機作戰的纏鬥力，同時也加強了在飛行時的鐘擺震動效應。 2門外掛式20 mm MG 151/20機砲而無彈藥，它的重量為135 kg（298 lb），相較之下掛載同等武裝的FW 190A-4/U8只須要重量為130 kg。Bf109的外掛式機砲可擊發135發~145發子彈。總重量為215kg。將外掛式機砲裝配到機翼底下對於軍械士而言是一件簡單又快速的任務，對於速度只會減少8 km/h。

## 主要衍生型

### Bf 109A"Anton"
Bf 109原型機的第一架，稍後編號改為Bf 109V1。這架原型機使用英國勞斯萊斯茶隼發動機。1935年9月進行第一次試飛。武裝系統：只有配備兩挺7.92x57 mm毛瑟MG 17機槍。Bf 109系列的原型機，包括使用容克JUMO 210发动机與戴姆勒-奔驰DB 600发动机等進行試驗。

### Bf 109B"Bruno"

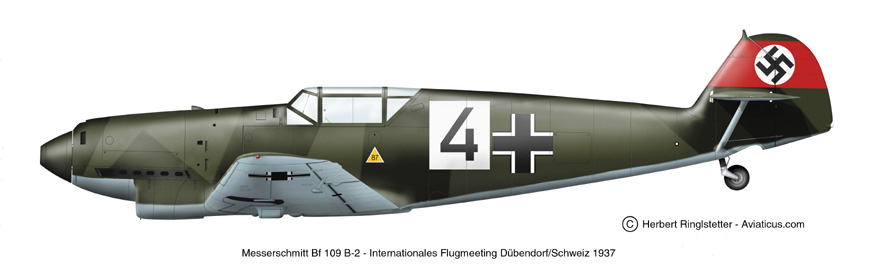
Bf 109 B-2（1937年）

全部都是使用Jumo 210（670 PS,493 kW,660 hp）發動機，第一種預量產型Bf 109B-0於1937年試飛。少量B型與C型都曾經參加西班牙內戰，此兩型都使用早期的複葉式螺旋槳，所以外觀和中後期的Bf 109系列有明顯分別，而且因為發動機功率不足，所以在實戰中表現很平庸。但更重要是參與西班牙內戰的飛行員，還未摸索出本機的特性，所以在對更早問世的伊-16互有勝負。
梅塞施密特、菲施勒和厄拉負責Bf 109B型的生產，這個機型總共生產了341架。

### Bf 109C"Cäser"
自Bf 109V8原型機發展而來，使用700PS的容克Jumo 210發動機（噴射注油）。武裝系統方面：C-0和C-1配備4挺MG 17機槍與，這是Bf 109系列第一種在機翼上裝置機槍，C-3則將機槍換裝成20公釐MG FF機炮。
梅塞施密特負責Bf 109C型的生產，C型總共生產了58架。

### Bf 109D"Dora"

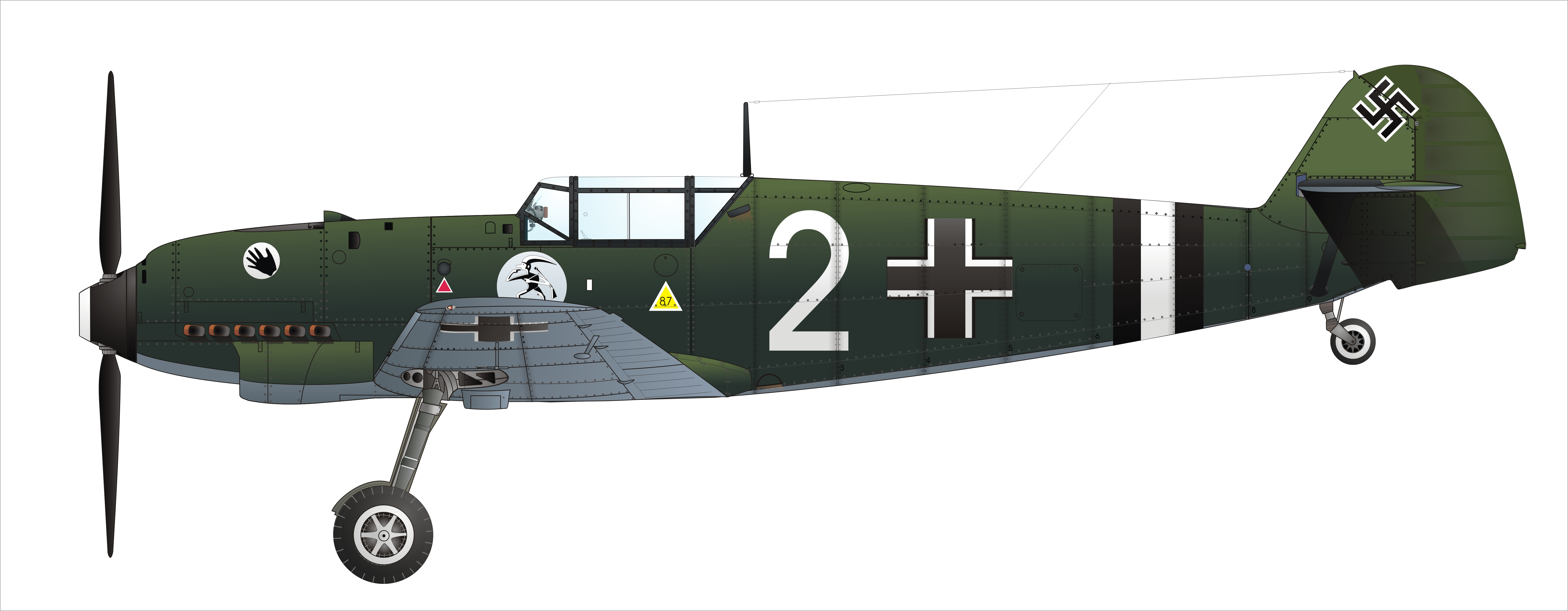
Bf 109 D-1, 1./ZG 2

德國宣傳部門將Bf 109D描述為使用DB 601發動機，然而實際上D型只是採用化油器的Jumo 210D與DB-600Aa發動機，使用雙葉金屬變距螺旋槳，並有部分機體開始試用三葉螺旋槳，武裝方面D-0與D-1為一門機砲有兩挺機槍，D-2機翼與機鼻總共4挺MG 17機槍，D-3將機翼上的MG17改為MG FF機炮。Bf 109D包括所有子型總共生產了647架，主要的生產線分佈在福克-沃尔夫、厄拉、菲施勒、阿拉多與阿戈梅塞施密特在這型號中只生產了試製型也就是D-0這4架左右，Bf 109D還有數十架被銷往匈牙利與瑞士。

### Bf 109E"Emil"

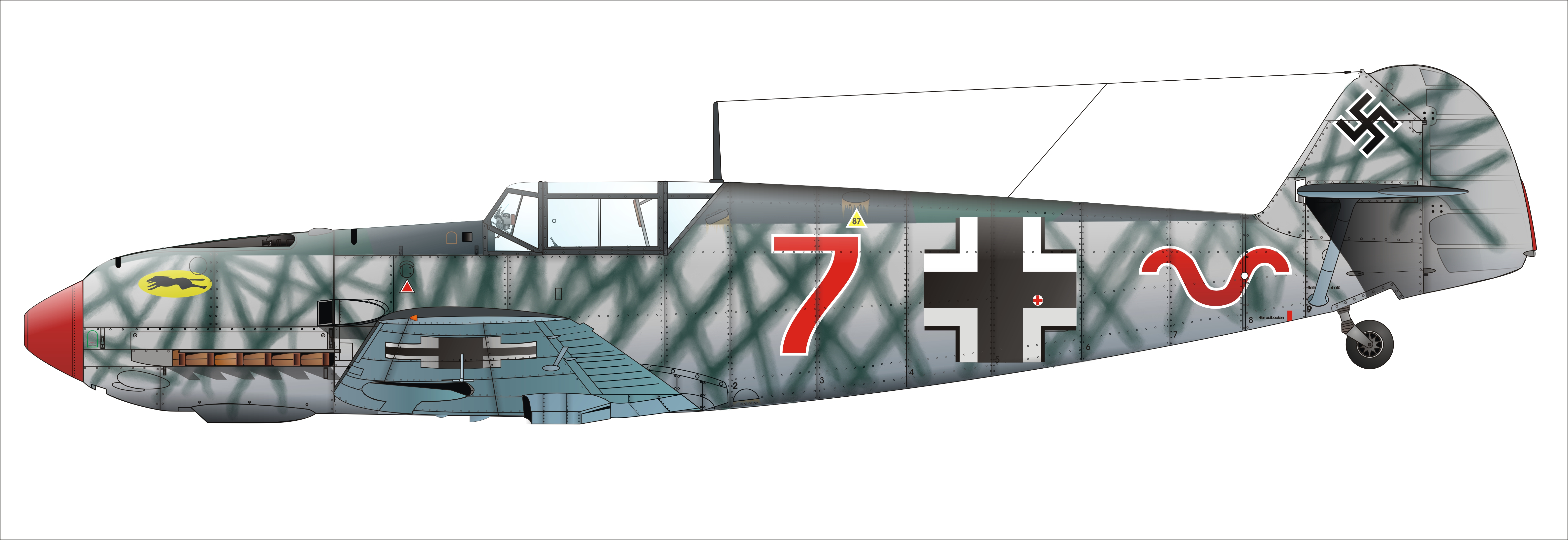
Bf 109 E-1, III./JG 52 ,1940年10月.

E型的原型機開發案，分為兩種各有不同的代號（V14與V15）有不同的機身卻配有共同的新發動機1,100 PS（809 kW, 1,085 hp）DB601AV14的武裝為發動機上有兩挺7.92 mm  MG 17機槍，兩翼各有一挺的20 mm MG FF機炮，V15的武裝只有在發動機上有兩挺7.92 mm MG 17機槍在後來的性能測試中V14型勝出，並得以生產10架的原型機做為後續開發工作，這一批的原型機就被稱為E-0，後續的子型E-1與E-3型被運往西班牙接受西班牙內戰的戰火巡禮。

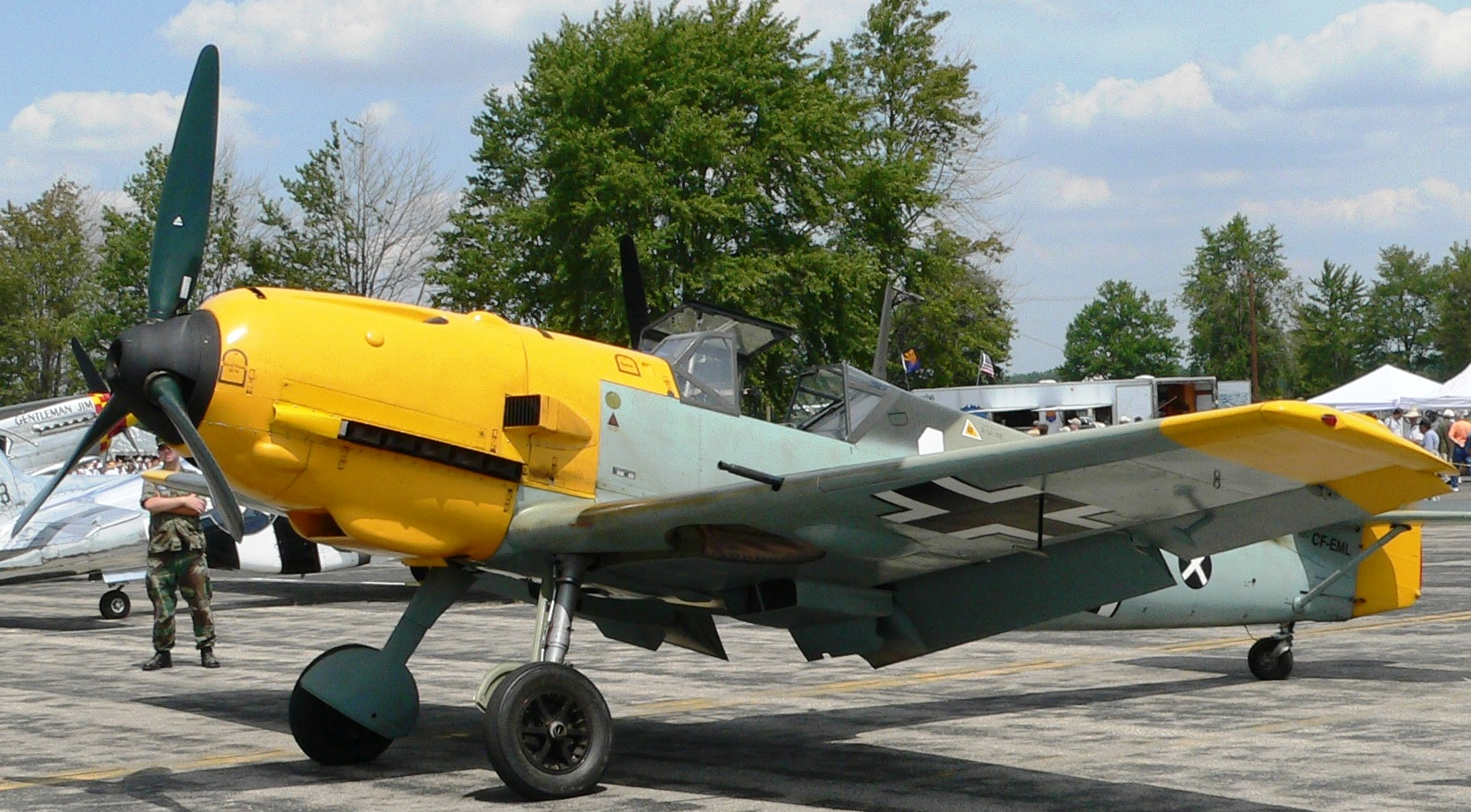
Bf 109E-4

E-1與E-4在不列顛空戰中擔任極為吃重的角色·在1940年8月30日，根據各戰鬥單位（不包括JG 77）的報告顯示，各類型E型參與空戰分別有E-1s：375架, E-3s：125架, E-4s：339架以及E-7s：32，為了爭奪制空權德國空軍幾乎將E-3s替換成E-4標準型·在1940年7月JG 26首先換裝成Bf 109 E-4/N，它裝配了使用辛烷值96的新型DB 601N發動機。
裝配DB601發動機的Bf 109在不列顛空戰一直是德國空軍對抗英國的超級馬林噴火式與颶風的主力，然而此時的英國空軍都有裝配重力加壓汽化式發動機，而Bf 109卻沒有。在進行纏鬥時，無論是在逃脫或是攻擊時所執行拿手的高速俯衝，噴火式幾乎都可以與它做出別無軒輊的機動與速度，故噴火成為109唯一之勁敵。
在作戰中的迴轉半徑噴火式與颶風式和Bf 109相比擁有的優勢就是更低的翼負荷，皇家空軍機構Royal Aircraft Establishment在不計高度損失下，預估噴火式的翻滾率為212 m；颶風式則更為稍微更吃緊一點。Bf 109E的翻滾率在3,657 m高空時為270 m。另一方面梅賽施密特公司的報告最小的迴轉半徑為170 m,雙方的戰鬥機駕駛員都宣稱在戰鬥中自己的迴轉半徑可以比對方小。 

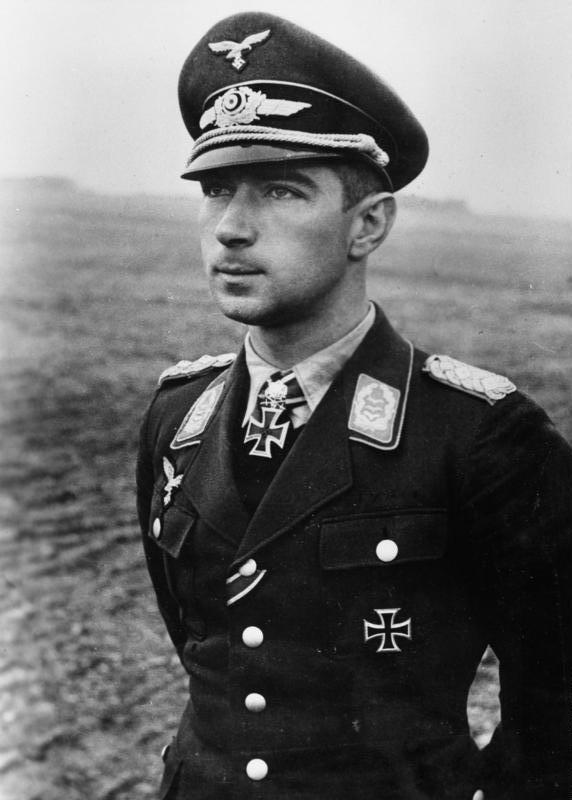
維爾納·莫德士上校

1939年，德國空軍對於Bf 109E的性能規格很詳細地寫道，該機在最低空的最小旋轉半徑為125公尺，然而在6,000公尺高空時，旋轉半徑為230公尺。
極富作戰經驗的王牌飛行員如維爾納·莫德士是首批駕駛Bf 109 F-1加入1940年10月的空戰。
在不列顛空戰時，E型最為人所垢病的就是短腿（飛航距離過短）：由於1940時攔截機概念主要在於本土防空上面故在執行轟炸機護航任務時，E型在續航力方面甚感吃力，這個缺陷在英倫三島空戰中徹底浮現出來。
在不列顛空戰中，E型從法國，丹麥以及德國等地的基地起飛之後執行任務，越過英吉利海峽，進入英國南部領空時，Bf109只有大約15分鐘的時間可進行戰鬥之後就必須緊急返航，噴火戰機與颶風戰機也有相同的問題，但由於它們主要是進行本土防空任務，所以通常都在本土機場進行待機警戒，故英國空軍能在作戰地區上空停留更久並在戰術上享有明顯的優勢。英德兩國空軍對於火力的觀點視點並不相同：英國皇家空軍的噴火式和颶風並沒有裝配機砲，而是使用了集中型電動式機槍，總共有8挺7.7 mm（.303 in）機槍。德國空軍在E-1戰鬥機上，裝配4×7.92 mm（.312 in）MG 17機槍s，攜帶總數為4000發的子彈；而Bf109s（E-3, E-4, E-7）的機載火力則為攜帶2×7.92 mm（.312 in）MG 17機槍和2×20 mm MG FF機炮；20 mm機砲所發射的砲彈極具破壞力，但能攜帶的砲彈只有60發（機砲彈鼓）。
Bf-109E這個型號又可以細分為下列幾種：
- Bf 109 E-0前置生產機，武裝：4×MG 17機槍
- Bf 109 E-1類似於E-0
- Bf 109 E-2無付諸生產
- Bf 109 E-3武裝：機身整流罩2×MG 17s機槍；機翼2×20 mm機砲
- Bf 109 E-4機身結構與裝甲強化型，武裝由MG FF型機砲改裝為MG FF/M.型
  - E-4/B戰鬥轟炸機：原為E-4，發動機：DB 601Aa；武裝：1×250公斤/550磅炸彈
  - E-4/Trop熱帶沙漠的E-4V
  - E-4/N E-4發動機：戴姆勒-奔驰DB 601
  - E-4/BN戰鬥轟炸機：原為E-4/N；武裝：1×250公斤/550磅炸彈
- Bf 109 E-5武裝偵察機：原為E-3型有加裝照相設備，武裝：2×MG 17機槍
- Bf 109 E-6武裝偵察機：原為E-4/N型有加裝照相設備，武裝：2×MG 17機槍
- Bf 109 E-7類似於E-4，但加掛可拋棄式的油箱[27]
  - E-7/N原為E-4/N有加裝可拋棄式油箱
  - E-7/NZ原為E-7/N有加裝氮氣注入裝置（GM-1）
  - E-7/U2地面攻擊機：原為E-7
- Bf 109 E-8長距離型的E-1並且加掛類似於E-7的可拋棄式的油箱，武裝：4×MG 17機槍
- Bf 109 E-9武裝偵查機：原為E-7/N型有加裝照相設備與可拋棄式的油箱，武裝：2×MG 17機槍

### Bf 109F"Friedrich"
原型機開發
Bf 109F機身開發工程在1939年就開始了·同時為了提升F型的性能；在1940年2月進行引擎的改良工程，也就是戴姆勒-奔驰DB 601E的開發案，梅塞施密特廠的工程師把將新引擎置入新的Bf 109E-1機身中。
首批原型機被命名為V21（开发代码或W.Nr 5602）和V22（W.Nr 1800）同時保留從E-1機型就有的不規則四邊形的機翼，但是它的翼展被縮減了61 cm（2 ft）除此以外由於胴翼融合的關係冷卻系統也跟著進行修改。V22原型機主要是裝配DB 601E發動機進行測試。
V23則是裝配比較小的機翼可是這樣子的改變卻對操控性有不良的影響，這個主要的特徵導致只能做為二線戰機，如教練機，傳令機等。
第4種原型機的代號為V24（VK+AB，W.Nr 5604）將機翼給予縮小修正卻多了一個特徵，在量產機型上可明顯看到肘狀的壓縮機的進氣口與安裝於整流罩更大的燃油冷卻器。在上述的4種原型機都有針對機身與發動機整流罩進行修改以改進空氣動力學。

#### 空氣動力學的改善
相較於早期的Bf 109E機型，Bf 109F空氣動力構型大為改善，重新設計的引擎整流罩更滑順與圓潤，選用Me 210战斗机的恒速螺旋桨技术，讓它與重新設計過的引擎整流罩結合在一起。在整流罩下面是經過重新設計過更具流線型的機油散熱器·並安裝新的噴射式排氣系統，在後來的機型中在左側加裝一具金屬盾以將引擎廢氣與增壓器進氣口隔離。從F-1開始，安裝可以增加氣流吸入的肘狀-elbow的增壓器進氣口突出機身之外。
一種3葉型的輕合金VDM螺旋槳比之前使用的略小，減少為3 m（9 ft 8.5 in）直徑，螺旋桨定转速，桨距电动控制，但還是提供了人工控制裝置以供備用·由於氣動學的改良與裝配更具燃油效率的發動機與掛載輕合金拋棄式油箱，與Bf 109E型最大航程660 km（410 mi）相比，Bf 109F起飛後最大航程增加到1,700 km（1,060 mi）
座艙罩方面本質上與E-4是相同雖然'F'的位置是更往前挪一點，靠右舷的三角型板被金屬鈑與信號彈發射口所替代，許多F-1和F-2型保留此區域仍為玻璃。新增兩片式全金屬的頭部防彈鋼板，如同E-4，安裝在座艙罩可活動的部份。部份可選用防彈擋風玻璃。具有自封式燃料箱，並且約在1942年Bf 109F改裝成具有由多層結構輕合金板製成的裝甲，用於駕駛座後方，以及油箱。駕駛艙後段的機身外觀基本上沒有改變。
飛機的尾段也重新設計，方向舵面積稍微縮小，對稱型的斷面也改為翼型產生機尾向左的側向浮力，這有助於增加方向舵的有效性，同時起飛時不再需要因為抵銷引擎和發動機的扭矩，必須施加右舵。移除了尾翼明顯的支架，尾翼也從原來位置稍微降低和前移。尾輪改為可以半收藏的型式，主輪架向前多了6度，以改善地面的操控。由於第一批Bf 109f急於推出服役，發生了未預期的結構和尾段缺陷，某些飛機的主翼面發生皺摺或尾段失效，導致墜毀或接近墜毀。其中一次事件導致JG 2"里希陶芬"联队指揮官威尔海姆·巴尔塔萨在試飛時遭到噴火式戰機攻擊，他在進行閃避動作時，發生主翼斷裂，他在飛機撞到地面時喪生殉職。處理辦法是稍微加厚翼面材料，和強化主樑。也對為何尾段失效進行測試，發現了在特定引擎設定下，會使尾翼主樑的高頻振動和引擎振動重疊發生共振，其結果足以導致機尾端與尾翼連接處破壞，原先兩個外部加強板用螺絲鎖在機身兩側，後來整個結構加強。
整個機翼經過重新設計，最明顯的改變是新的類似橢圓的翼尖。空氣動力面積略減為16.05 m²（172.76 ft²）。重新設計的其它特徵包括新的前翼緣縫，比舊型稍短但翼弦略增。和新的圓形、可拆除翼尖，比E系列飛機寬度略增。弗里茨副翼取代舊型平的副翼，改採2R1翼型，厚度弦長比翼根側改為14.2%減少到最後翼肋與前版本相同的11.35% 二面角角度為6° 32'。
機翼散熱器較淺並移向機翼較外側後方，採用新的冷卻系統，由一個與可變入口和出口襟翼相連的熱感應閥自動調節，以平衡最低阻力和最有效的冷卻能力。新冷卻器比E型上安裝的型式較淺但較寬，有邊界層導管使空氣連續流經散熱器上方的機翼，由上襟翼後翼緣離開，下襟翼機械式的連到中央"主襟翼"。上襟翼與和前方入口襟翼位置由一個熱感應閥調節，自動調整襟翼位置，取得最大冷卻效果。 1941年新增加截止閥，讓駕駛員可以在系統受損時關閉整個機翼散熱器系統，以保存殘餘的冷卻液讓飛機返回基地。然而這些閥以零件形態送交前線單位，因為某些不明原因，數量很有限。這些截止閥後來成為Bf 109G和K系列的出廠標準配備， 

#### 武裝系統
Bf 109F的武裝系統為配備於機身的同步型7.92 mm（.312 in）MG 17s與安裝於發動機內的穿過螺旋槳殼的發動機軸砲。
另外一項改良是在駕駛艙後方加裝俗稱上校的輕裝甲，飛行員對此措施褒貶不一，那時的空戰王牌瓦尔特•厄绍 對Bf 109 E型評價極高，另外一位試飛員維爾納·莫德士對機身射擊系統視為在Bf109系列的一大改良。飛行老手普遍一致認為F型是Bf 109系列中最容易操作的機型。莫德士對Bf 109F-1s抱有極大的信心，他在1940年10月11日到29日的不列顛空戰期間中，駕駛W.No 5628座機成功的擊落4架噴火式（Spitfires）與8架颶風式（Hurricanes）
Bf-109F這個型號又可以細分為下列幾種
F-0, F-1, F-2

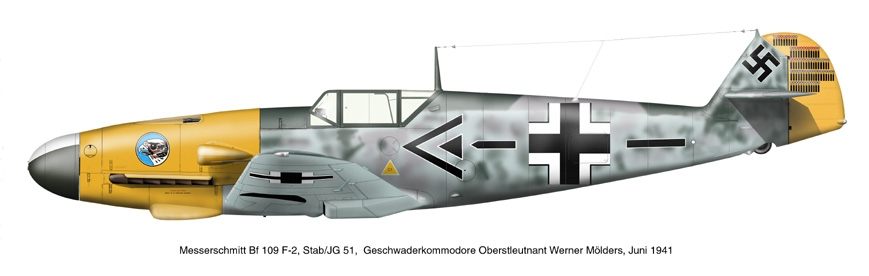
Bf 109 F-2，1941年2月·

在戴姆勒-奔驰601E发动机尚未裝配於Bf-109F之前，Bf-109F在此時的子型可以分為預製型F-0與前期生產型F-1/F-2，此時使用的發動機為DB 601N；輸出功率為1,175 PS（875 kW）。F-0機身由E型機體沿用過來，阿道夫·加蘭德是少數操作過此型飛機的飛行員。F-0/F-1和F-2的不同點在於它們所配備的武裝系統，F-1裝配20 mm MG FF/M發動機軸砲，配置60發砲彈。F-1這一型首次登場是在不列顛空戰中，F-1配屬於JG 51戰鬥機聯隊中。在1940年8月到1941年2月為止，大約有208架的F-1型是由梅塞希密特的雷斯根堡與維也納新城飛機廠（W.N.F.）這兩個生產線出廠。
- Bf 109 F-0前置生產機；發動機：DB 601 N；武裝系統：2×MG 17，1×MG FF
- Bf 109 F-1戰鬥機；發動機：DB 601 N
- Bf 109 F-2戰鬥機；發動機：DB 601 N；武裝系統：1×MG 151軸砲；2×MG 17機槍(阿道夫·加蘭德的座機可在機翼內加裝2×MG FF)
  - F-2/Trop熱帶沙漠型戰機；發動機：DB 601 N；配備：沙塵濾淨器
  - F-2/Z超高空型戰鬥機；發動機：DB 601 N；配備：氮氣注入裝置（GM-1）、燃油散熱器

 F-3, F-4, F-5, F-6

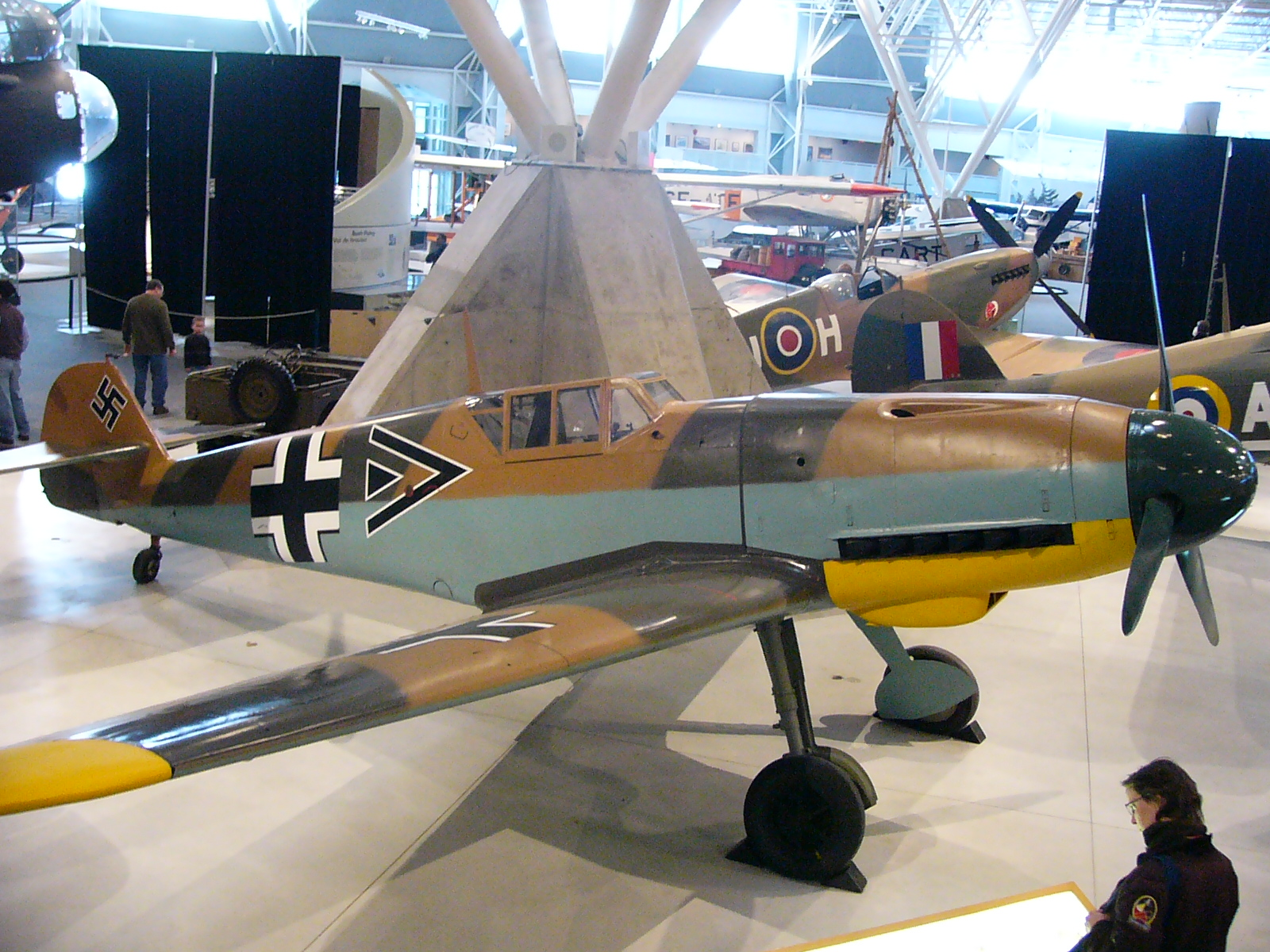
Bf 109F-4.

能裝配DB 601E發動機與VDM 9-12010螺旋槳的Bf-109在分類上屬於子型F-3與F-4，DB 601E發動機的出輸功率，在初期設定時為每分鐘轉速2,500時，可達（1,184 hp, 883 kW）。至於原先設定的輸出功率1,350 PS（1,332 hp, 993 kW）要到1942年2月才能達到。F-4（及F-3）在發動機輸出功率為1,200 PS時，在限定高度內的最大速度可以到達635 km/h（394 mph）；如果把輸出功率推升到最大極限1,350 PS時，E型的最大速度可以上升到670 km/h（420 mph）。
早期的使用DB 601N的BF109主要使用辛烷值100的C-3。為了徹底發揮它的輸出功率，裝配DB 601 E發動機的BF109可以利用辛烷值87的B-4航空汽油
- Bf 109 F-3戰鬥機；發動機：DB 601E；武裝系統：1×MG 151軸砲；2×MG 17機槍
- Bf 109 F-4戰鬥機；發動機：DB 601E；武裝系統：將MG 151軸砲換成MG 151/20軸砲
  - F-4/Trop熱帶沙漠型戰機；發動機：DB 601E；配備：沙塵濾淨器
  - F-4/Z超高空型戰鬥機；發動機：DB 601E；配備：氮氣注入裝置（GM-1）
- Bf 109 F-5武裝偵察機；原為F-4型；武裝系統：2×MG 17機槍；配備：Rb-50/30照相槍
- Bf 109 F-6武裝偵察機；原為F-4型；配備：Rb-50/30或是75/30照相槍

### Bf 109G"Gustav"

#### 简介

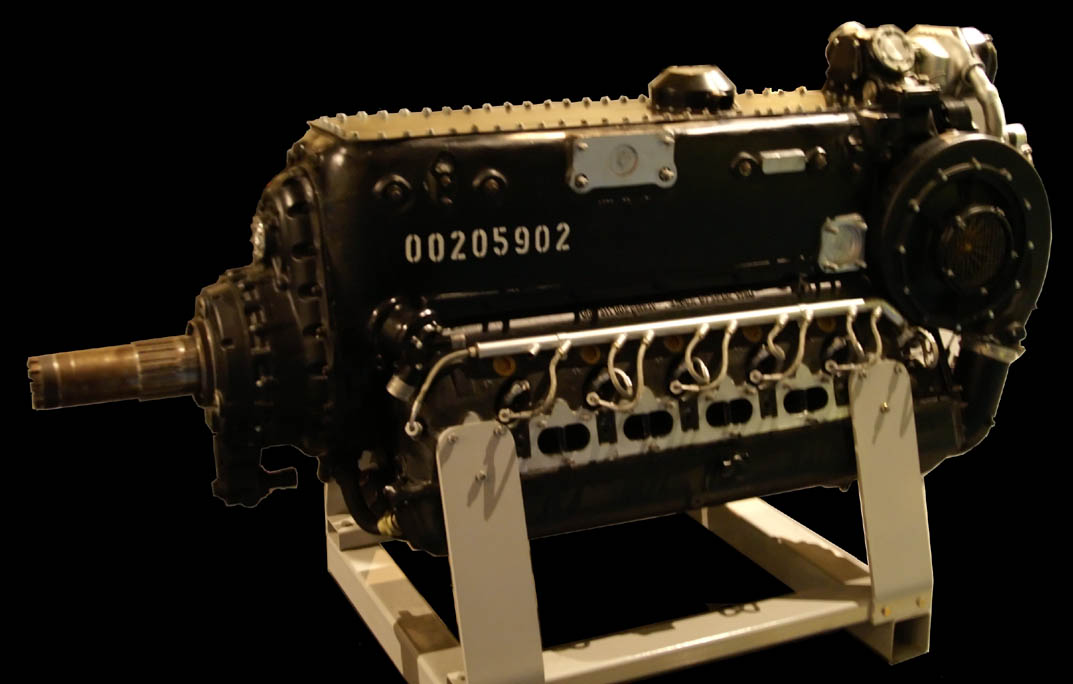
戴姆勒-奔驰DB 605引擎

Bf-109 G型戰機是以F型的機體開發出來所以整體而言具有相似度極高，可是在機體細節處卻有些許的不同·G型與F型不同的地方在於機翼結構的強化，並且在駕駛艙內加裝加強型防彈擋風玻璃，同時提高駕駛艙的視野，在燃料箱週邊裝上輕合金裝甲（light-alloy armour）在引擎前方的左右側各加裝一個小型的吸入式冷卻孔目地是為了冷卻發動機的火星塞，這兩型還有一個不明顯的區分就是F型在上方防水散熱器的排氣口有一個界面層。
選定戴姆勒-奔驰DB 605 A系列發動機為G型的新發動機，這一型主要是由Bf 109F-4的DB 601E為基礎改良出來。主要著眼於提升它的壓縮比並針對它的細部進行改良，讓Bf-109 G起飛時的輸出功率推升到1,100 kW（1,475 hp）。DB 605由於在開發的過程中有太多技術上的障礙，所以德國空軍下令前線部隊將功率推升限制在975 kW（1,310 hp）之內。輸出功率的技術限制直到1943年6月戴姆勒-奔驰開發出VDM 9-12087A螺旋槳才獲得解決。
二次世界大戰時的德國空軍因為戰事日趨不利，故要求Bf-109 G型能夠開發出多樣性的機型來滿足繁雜的操作任務，但卻要擁有極高的通用性，為了滿足這個要求因此設計單位採取強化套件的方式來增加飛機使用彈性，強化套件的名稱稱為Rüstsätze，編號為"/R".可在工廠內安裝或是由前線野戰單位自行安裝，
早期的Bf 109G機型與Bf 109F-4有極高的類似並且所攜帶的武裝也完全相同，為了對付盟軍日益強大的空中武力，從1943年春天起將G型中的G-5的7.92mm（.312in）MG 17機槍更換成13mm（.50in）MG 131重機槍。這個改變在外觀上讓整流罩上多了囊腫，同時放大後身與機翼部份。為了對抗盟軍的4引擎轟炸機，從1943年的G-6型號開始換裝30mm（1.18in）MK 108型機砲。
德軍為了對抗裝配發動機（R-2800）推力達2000hp與渦輪增壓器的盟軍怪物級戰機，如F6F地獄貓戰鬥機、P-47戰鬥機以及野馬式，開始要求在G系列發動機上加裝GM 1與MW 50注入器來拉高發動機的輸出功率，GM 1液態氮注入器從1940年就著手開發，首次試驗於Bf 109E上面；以噴射液態氮注入增壓器來拉高發動機的輸出功率來增加戰機在超高空的飛行性能。噴水加力器（MW-50）是以50%甲醇/50%水的比例混合噴射注入增壓器來拉高發動機的輸出功率，MW 50最重要功能是做為抗爆劑以推升壓力；其次是協助冷卻發動機。
二次世界大戰中擊落敵機高達352架的空戰英雄，埃里希·哈特曼對於Bf 109G型有一段這樣子的評語
它是一架非常靈活的戰機，非常容易控制。如果你小幅度俯冲，它加速非常快。它可以輕易的做出漂亮的迴旋動作，你可以輕易的做出旋轉動作，而且可以輕易的從旋轉動作中退出來。然而它確有個致命的缺陷就是在它起飛時，由於Bf 109G具有一顆強力的發動機，卻有一副狹小的飛機起落腳架，菜鳥新手很容易會因為起飛時速度過快而導致側翻九十度的失事。這項致命的缺陷讓我們損失了很多飛行員。
為了節省金屬材料的消耗，從Bf 109G-5開始機尾舵改為木製，這樣子的尾舵也被拿來沿用在G-10s和K-4s機型上。然而卻會帶來另一個問題就是機尾過重，導致必須重新設計機身以取得平衡，整體而言無疑是變肥了。
由於為了能夠在超高空執行長距離的偵查任務並且能攜帶足夠的武裝進行自衛.G型要求要開發出能在兩翼各攜帶1個300L（合80美制加仑）的可拋棄式副油箱，為了增加飛行員的舒適性在駕駛艙有裝加壓設備，並且為了在超高空做戰，故加裝氮氣注入設備（GM-1）也就是以拉高輸出功率；一氧化氮可以促使戰機在超高空作戰時能夠短時間內增加發動機大約223 kW（300 hp）的輸出功率。

##### G-1, G-2

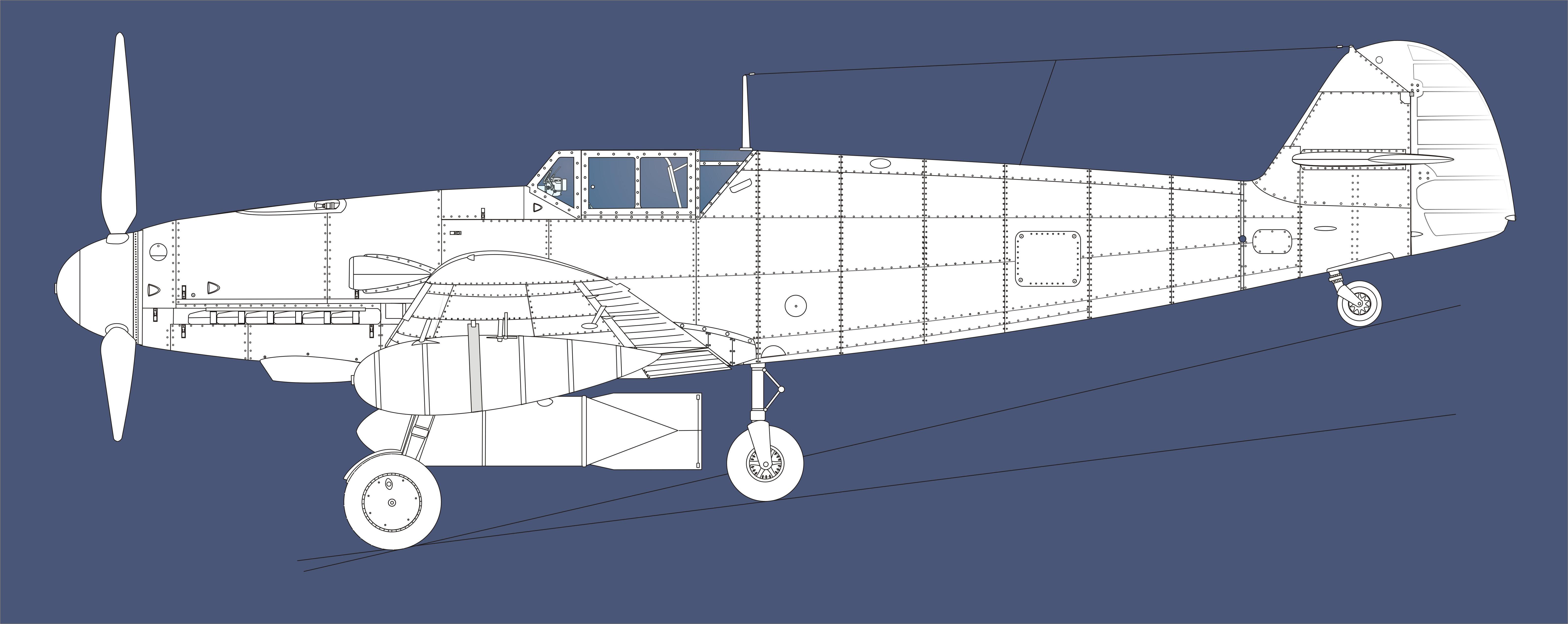
Bf 109 G-2/R1/長距離戰鬥轟炸機

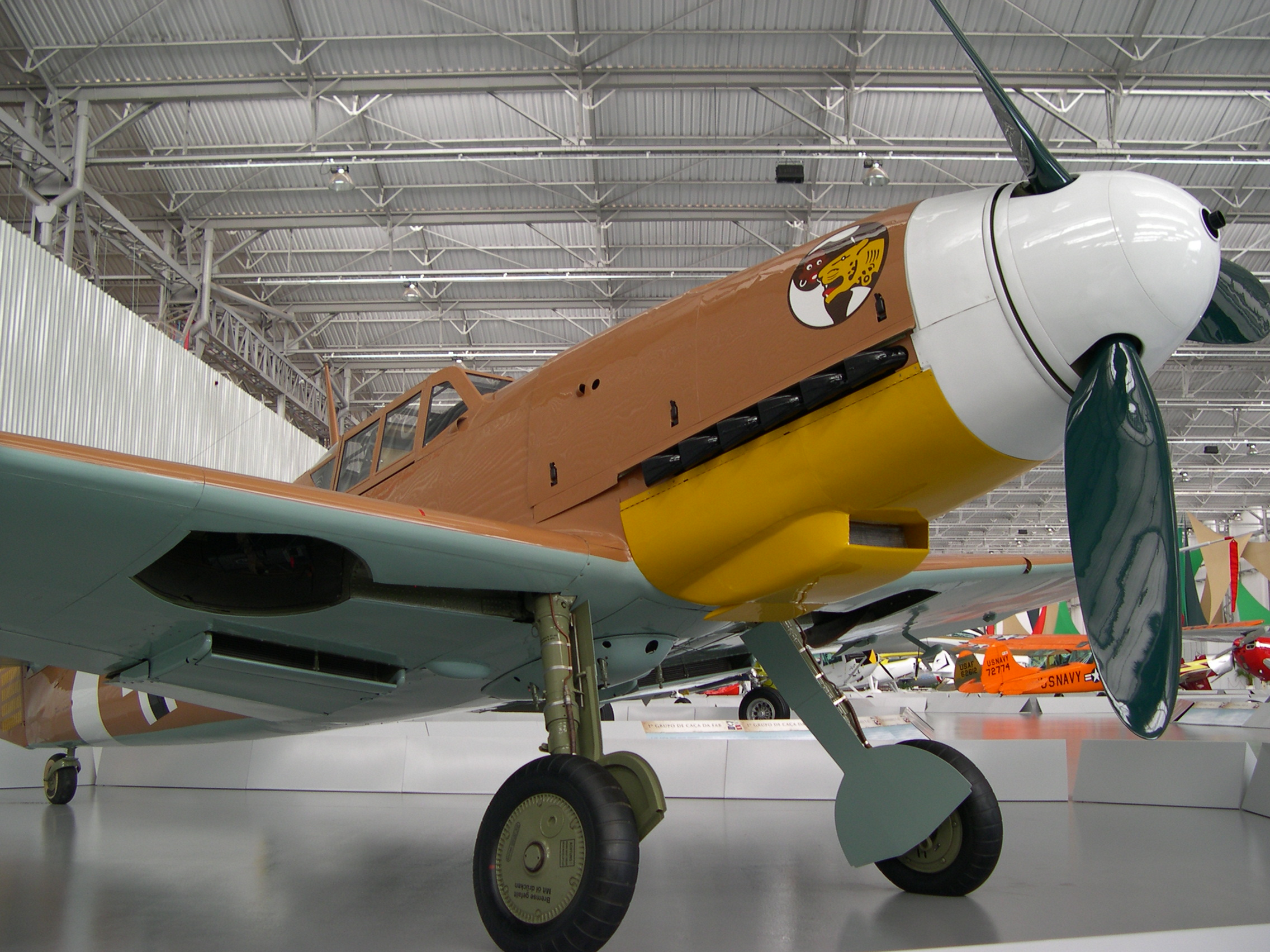
Bf 109 G-2/熱帶沙漠型

BF-109的G系列早在1942年2月就開進行G-1生產，它是第一個配備氣密型駕駛艙的戰機，在外觀上是一個小型角質狀的進氣孔，它位於整流罩的左上方也就是機械增壓器進氣口的上方，另外為了增加防護力同時也兼顧駕駛艙視野；在駕駛艙，就是飛行員頭部後方將垂直裝甲板置換成傾斜角度裝甲也就是三角玻璃化裝甲板。
G-2在1942年5月開始進行量產，在性能方面與機身結構方面它與G-1是同一型的，但G-2使用的是一般非增压座舱盖，风挡后下方有两个小进气口。（GM-1）。·而且G-2的玻璃座艙罩回復為單層與頭頂裝甲·G-2可以在不修改機身結構的情況下，裝配數種的修改套件（Rüstsätze）。修改套件裝配之後飛機字尾即多加"/R"為G-2's Rüstzustand，可裝配到G-2的修改套件有兩種：
- G-2/R1:可以在雙翼各掛載一個300 L（80美制加仑）可拋棄式油箱，並且在機身下加裝輔助型的掛載架可搭載1 X 500 kg（1,100磅）炸彈·在駕駛艙後方可加裝可拋棄的木制尾輪。[46]
- G-2/R2:武裝偵察機；裝配：氮氣注入裝置（GM-1）與照相槍，與機身燃料管路相連之處可加掛1 ×泛用型300 L（80美制加仑）可拋棄式燃料箱，在機翼下方搭載外掛式20 mm MG 151/20機砲，並可搭載1 ×250 kg（550磅）炸彈·

Erla是負責G-2的生產線，至於位於雷根斯堡的梅塞施密特廠則是熱帶型戰機G-2/trop的生產線。
從1942年2月到6月之間G-1s總共量產了167架，從1942年5月到1943年2月之間G-2s總共量產了1,586架，從1943年開始匈牙利的焦爾（Győr）也開始進行生產G-2。G-2在海平面最大速度為537 km/h在7,000 m高空時不用達到1.3 atm rating，即可達到最大速度為660 km/h。
G-2與G-1在性能方面極為類似，但在G-2在特定的高空以上時使用GM-1可以提供額外的350馬力。 R. Klein駕駛G-1/R2時可以在12,000 m高空達到660 km/h高速可以到達13,800 m的絕對升限。
下列為已被生產的G-1與G-2的型號：
- Bf 109 G-0前置生產機；發動機：DB 601E；武裝系統2×MG-17，1×MG-151/20軸砲；配備：氣密型駕駛艙
- Bf 109 G-1戰鬥機；發動機：DB 605A；配備：氣密型駕駛艙
  - G-1/R2武裝偵察機
  - G-1/U2超高空戰鬥機；配備：氮氣注入裝置（GM-1）
- Bf 109 G-2輕型戰鬥機；發動機：DB 605A；配備：氣密型駕駛艙
  - G-2/R1長距離戰鬥轟炸機；武裝系統：機身下方掛載500kg/1,100磅的炸彈；配備：雙翼各掛載300公升拋棄式副油箱
  - Bf 109 G-2/R2武裝偵察機；發動機：DB 605A；配備：Rb 50/30或Rb 75/30或Rb 20/30或Rb 12.5/9照相槍
  - G-2/trop熱帶沙漠型戰機；配備：沙塵濾淨器

##### G-3, G-4
在1942年的9月Bf109 G-4型正式出廠；它與G-2在性能上幾乎完全相同，不一樣的是G-4開始配備FuG 16 甚高頻無線電，FuG 16 V.H.F.提供比高频更優質的無線通訊品質；甚高頻無線電的特徵在於機體外無線電天線的位置與高频無線電相比，它被移動到機身後方靠近機尾方向的位置。為了增加起降時Bf109的穩定性，在1943年春天起決定更換機輪；從先前650 x 150 mm置換為660 x 160 mm。
起落腳架也是這一次修改的對象，改良之後起落腳架與機身軸線是呈現垂直而非先前的平行·結果讓主翼的收納主輪起落腳架的區域更接近淚滴型。另外也把原先的尾輪從290 x 110 mm換成更大的350 x 135 mm。可是這樣的改變使得新的尾輪無法被機尾收納系統收回，故只能把能給予固定。
在1943年的1月到2月之間，配備氣密型駕駛艙的G-3只有50架產量，它的結構與G-1頗為類似；但G-3與G-4皆有配備相同的FuG 16 V.H.F.無線電到1943年7月為止G-4s有1,242架產量，焦爾和維也納新城飛機廠是主要生產線。
下列為已被生產的G-3與G-4的型號：
- Bf 109 G-3戰鬥機；發動機：DB 605A；武裝系統：2×MG-17，1×MG-151/20軸砲；配備：FuG-16 V.H.F.無線電、氣密型駕駛艙
- Bf 109 G-4戰鬥機；發動機：DB 605A 
  - G-4/R2武裝偵察機；發動機：DB 605A；配備：Rb-50/30照相槍
  - G-4/R3長距離武裝偵察機；發動機：DB 605A；配備：雙機翼下掛載2×300公升拋棄式副油箱
  - G-4 trop熱帶沙漠型戰鬥機；發動機：DB 605A；配備：沙塵濾淨器
  -  G-4/U3武裝偵察機
  -  G-4y戰鬥機

##### G-5, G-6

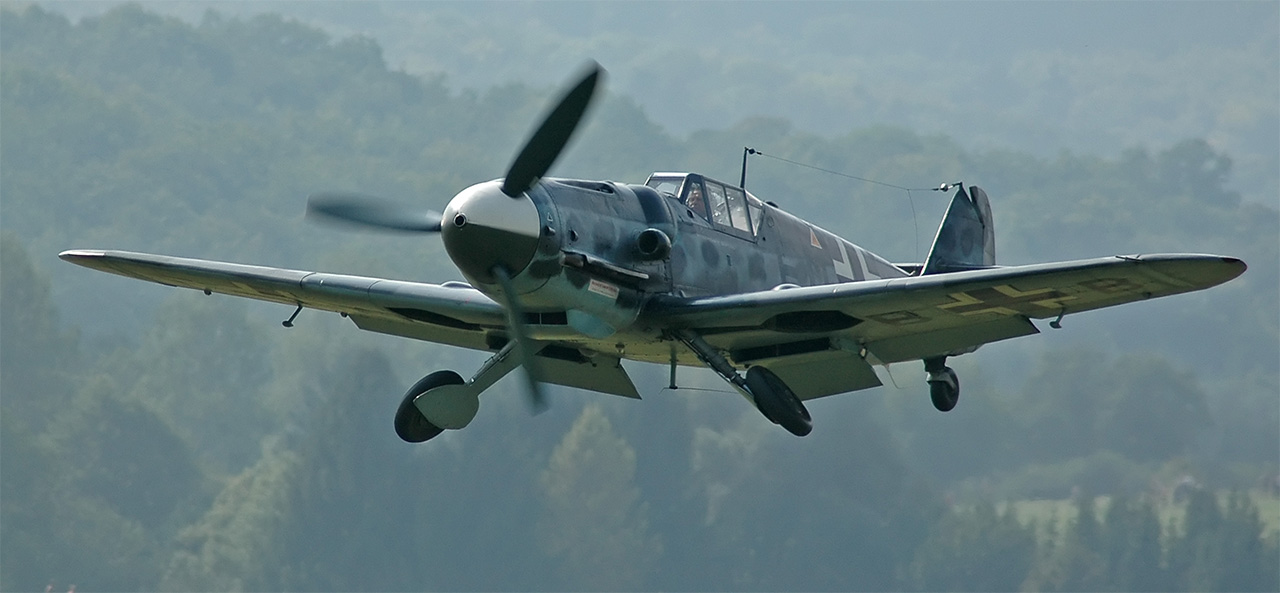
Me109 G-6

在1943年2月起，G-6正式登場；改良的重點放在加強G系列的火力，決定將7.92mm MG 17機槍換裝成13mm MG 131機槍；武裝的更換讓發動機的機體突出了兩個囊腫，進而促使得速度下降9km/h左右。直到1944為止，生產線與協力廠總共製造了超過12000架，可是這個數據沒有正確的記錄故為人所質疑。· G-5與G-6裝配加壓型駕駛艙的型號從1943年5月到1944年8月止生產475架左右。 G-5/AS屬於裝配應付超高空戰鬥任務的DB 605AS發動機，另外有裝氮氣注入裝置（GM-1）則被稱為G-5/U2。此外，很多G-6换装了新的座舱盖。这种厄拉厂生产的座舱盖又被叫做“加兰德盖”，取消了原先的座舱盖后面包着蒙皮的部件，代之以透明的座舱玻璃，为驾驶员提供更好的视野，但也有人抱怨这种舱盖在紧急情况下很难打开。

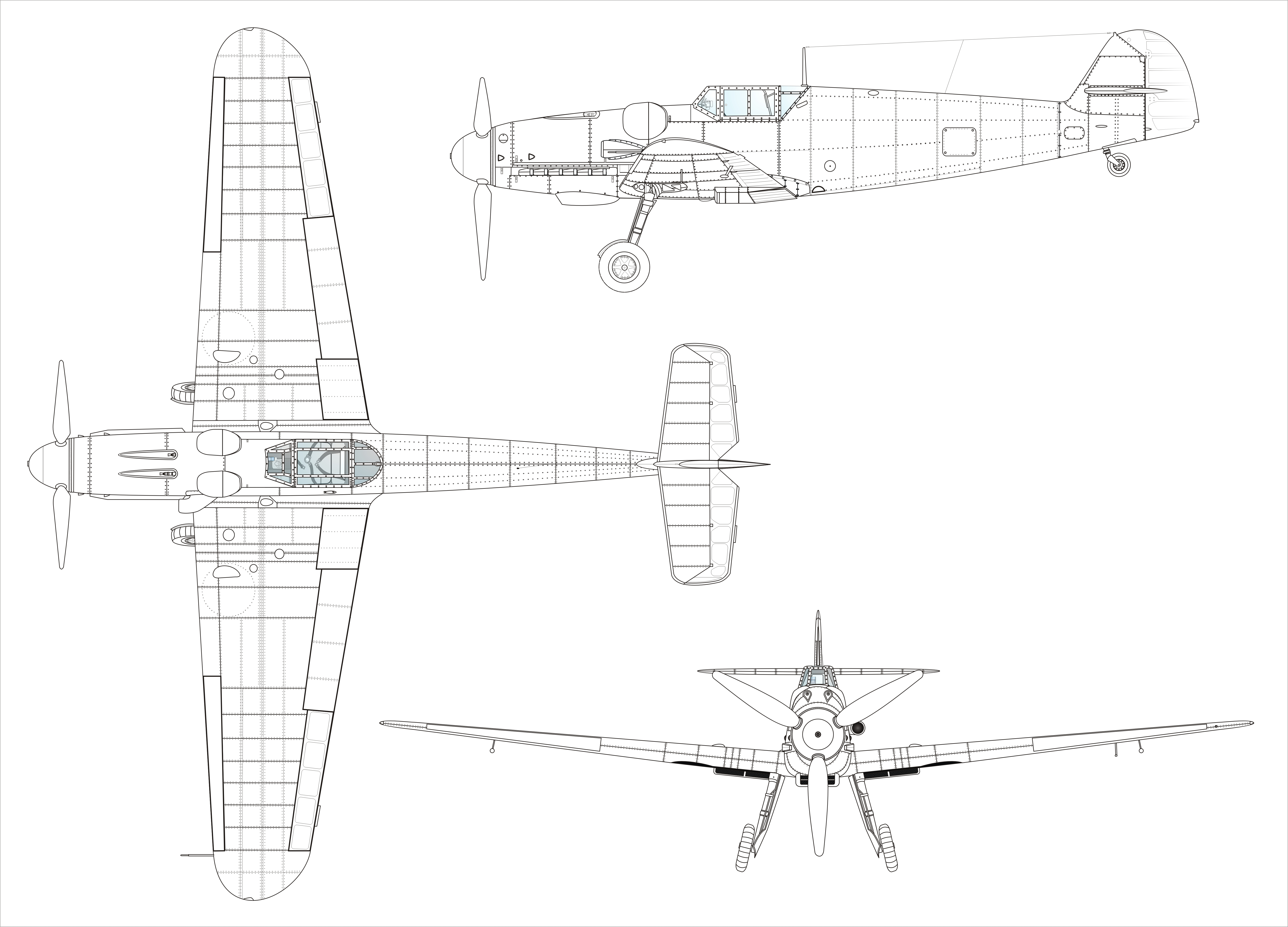
Bf 109 G-5.

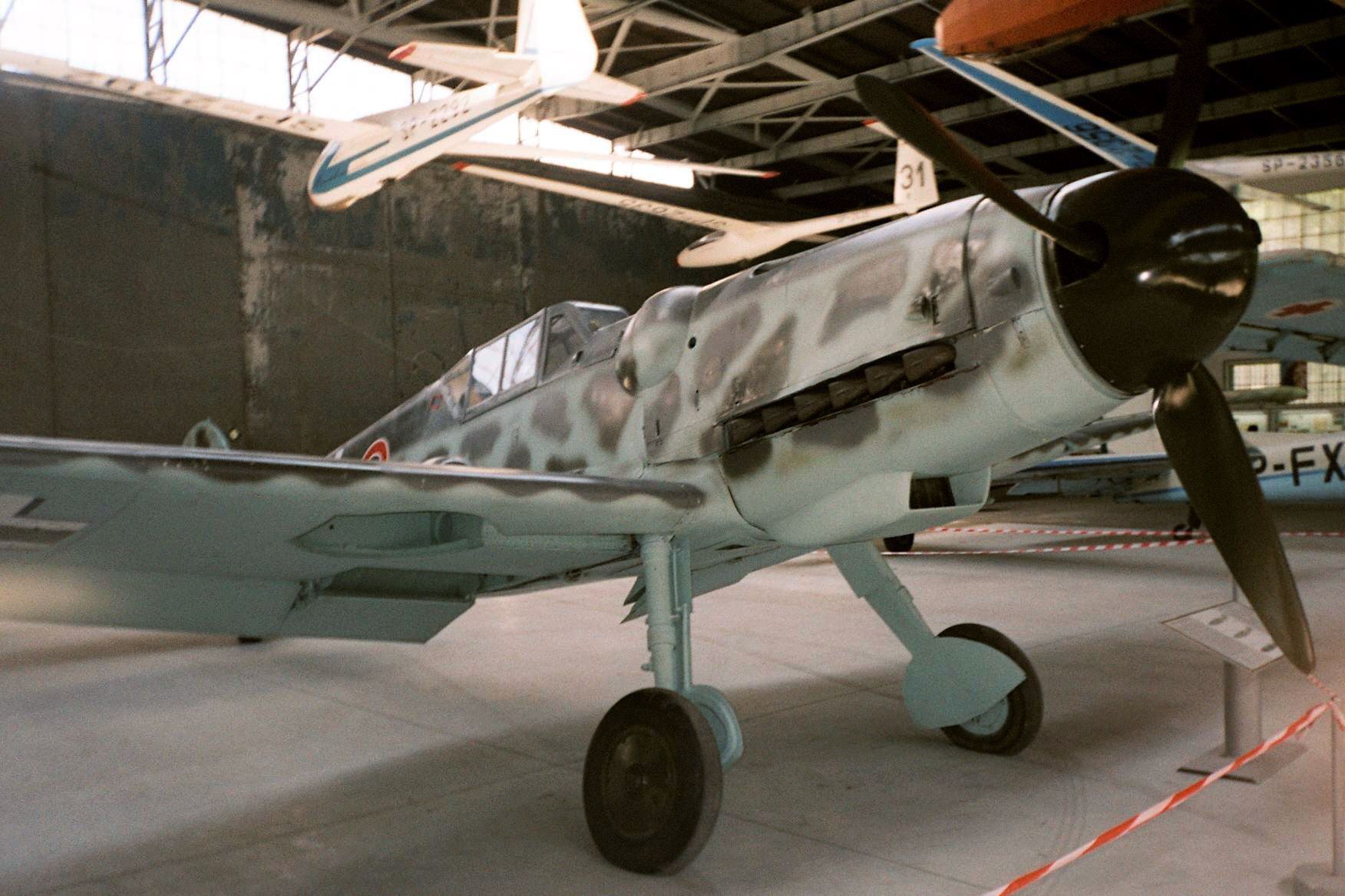
Bf 109G-6.

G-6/U4這個型號則是將貫穿螺旋槳的20 mm MG 151/20換成30 mm MK 108軸砲·在1943年時在生產組裝線上，絕大部份皆為G-6型號，其中有一部份被改為夜間戰機或是為了對抗轟炸機而加裝火箭彈或是外掛型吊掛機砲。
下列為已被生產的G-5與G-6的型號：
- G-5戰鬥機；發動機：DB 605A；武裝系統：2×MG-131，1×MG-151/20軸砲；配備：氣密型駕駛艙
  - Bf 109 G-5/U2超高空型戰鬥機；發動機：DB 605A；配備：氮氣注入裝置（GM-1）
  - G-5/U2/R2超高空型武裝偵察機；發動機：DB 605A；配備：氮氣注入裝置（GM-1）
  - G-5/AS超高空型戰鬥機；發動機：DB 605AS；配備：換裝成木製垂直機尾舵
- Bf 109 G-6輕型戰鬥機；發動機：DB 605A；武裝系統：2×MG-131，1×MG-151/20軸砲
  - G-6/R2武裝偵察機；武裝系統：1×MG-151/20；配備：RB 50/30照相槍、噴水加力器（MW-50）
  - G-6/R3長距離武裝偵察機；配備：雙機翼下掛載2×300公升拋棄式副油箱、RB 75/30照相槍
  - G-6/trop熱帶沙漠型戰鬥機；配備：沙塵濾淨器
  - G-6/U2戰鬥機；配備：氮氣注入裝置（GM-1）
  - G-6/U3武裝偵察機；配備：噴水加力器（MW-50）
  - G-6/U4戰鬥機；武裝系統：將20-mm軸砲置換成30 mm/1.18 in MK 108軸砲
  - G-6/Y教練機；發動機：DB 605；裝配FuG-16-ZY-無線電以及機身下方導航迴路
  - G-6/AS超高空型戰鬥機；發動機：DB605AS發動機
  - G-6/ASy超高空型戰鬥機
  - G-6N夜間戰鬥機，通常装配R6吊舱和FuG 350Z雷达)
  - G-6/U4 N夜間戰鬥機；武裝30 mm/1.18 in MK 108軸砲

大戰結束後有關於德國空軍文獻中，為了對抗盟軍的四引擎戰略轟炸機，針對Bf 109G的武器升級工程很快的就在/R2Rüstsatz上面看出結果，可裝配在戰機機翼的Werfer-Granate 21 rocket（21 cm Nebelwerfer 42）火箭發射系統就此孕育而生，由於不受空軍高層的青睞，故一直沒有機會裝配到/R2Rüstsatz上面。

##### 設計的改良
在1943年期間，Bf109 G逐漸進行一連串的改良·首先著手加強的就是改良架駛艙視野並且加強防護力，從1943年春天開始裝配俗稱加兰德座舱盖的防彈玻璃來替換龐大的裝甲板·
在1943年底裝配上俗稱厄拉座舱的新式座艙罩到G系列上，在戰後的西方文獻與期刊中常錯稱為加兰德座舱直到以轉承包商之名重新命名。它捨棄之前沉重結構的2件式座艙罩改為重新設計的大範圍透明玻璃罩，新座艙罩是由右邊開啟並將銲接部分減少，同時不再有固定的部分。
G-10，G-5s，G-6s與G-14s以及K-4這一系列的Bf109都擁有洗鍊而高雅的發動機整流罩。先前覆蓋MG 131重機槍的外殼變得更流線化，也加大，以容納機槍和引擎架。最初原型的版本是對稱的，但由於搭載更大的增壓器，引擎上部支撐架需要修改以容納增壓器，所以最終整流罩外型是不對稱的。左側安裝DB引擎增壓器的部份被加大。也有特殊的流線化的面板安裝在機身前方，這些稱為agglomerations的面板有幾種不同樣式。由於其更有效率的空氣動力外型，搭載DB 605AS與D引擎的Bf 109G和K機型側視上，以二者顯著不同的整流罩，agglomerations的差別難以區分。

##### 末期的型號G-6，G-10，G-14, G-14/AS
G-6末期型號的改良分為幾個方向：
- 提升高速飛行時的穩定性
- 增強G-6系列的火力

第一項改良重點：就是將機體的機尾舵給予重新設計並予以加高。至於第二項改良重點：是在機翼底下加裝WGr. 21 cm外掛式火箭和30 mm MK 108機砲以增強火力，同時在古斯塔夫這個型號中更改善了在高速飛行中機身所產生的stick forces.並在量產機群中配備先進的無線電通訊系統.。後續的Bf 109G機型皆是以G-6為基礎進行修改。為了G系列的後續性能改良，戴姆勒·奔驰在1944年初期，推出三種發動機：
- DB 605AS：目地是為了在超高空攔截重型轟炸機任務。
- DB 605AM：目地是為了應付中低空戰鬥，配備：噴水加力器（MW-50）。
- DB 605ASM：將AS與AM的優點給予融合的發動機，同時配備有更大型的增壓器。

G-5/G-6在海平面時的最大極速為530 km/h，在6,600 m的高空，當發動機加壓到1.42 atm時，最大極速可達640 km/h。

##### G-10

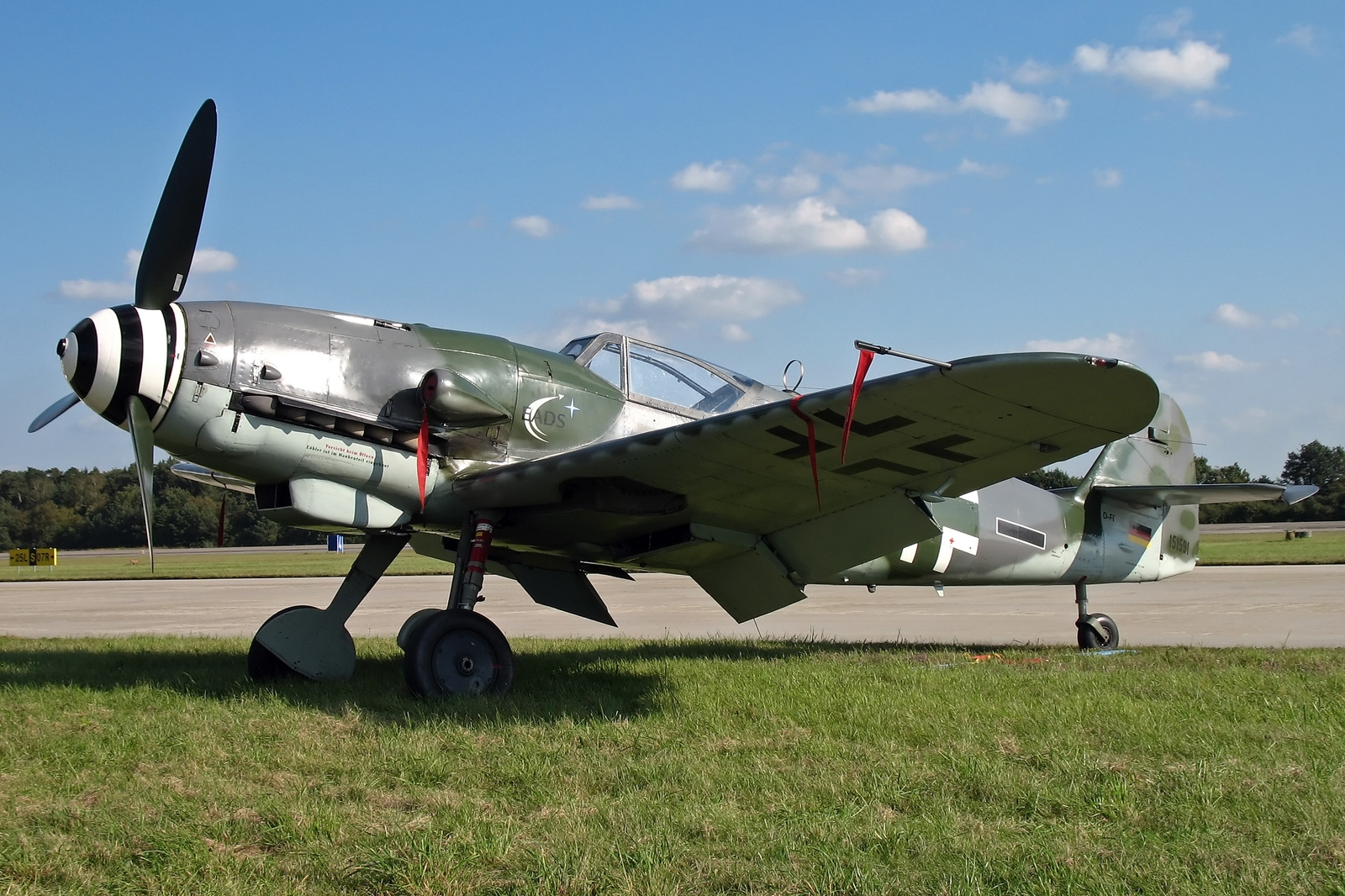
Bf 109G-10, with Erla Haube canopy and taller, wooden vertical fin/rudder

G-10是由G系列的機身與新型DB 605 D-2發動機結合出來的產物，DB 605D是以DB 605A為基礎修改內部的高度規定值開發出來的新發動機。
DB 605DM則是將DB 605 D-2與放大的DB 603增压器和噴水加力器（MW-50）結合在一起。這樣的目地是為了讓後繼者K系列上場之前，在生產與維持G系列生產線能夠減少資源的消耗。
儘管整體的設計規劃是受到支持的，但還是要到1944年11月之後才能開始服役，大規模的生產換裝則是由厄拉、維也納新城飛機廠及雷斯根堡生產線進行負責。同時有證據支持G-10是由舊機體重製的，這種節約資源消耗的方法可以在生產K-4機體看的到
G-10在外觀最大的特徵就是裝配"厄拉座舱透明駕駛罩·內部則是繼承裝配在Bf109 K整流罩內，馬力高達2,000 W DB 605 D-2發動機·除了配備已經標準化的流線型發動機整流罩之外，G-10s還配備新DB 605DM發動機；此發動機是將MW-50與DB605 D-2發動機結合在一起，同時還有配備更大型的機油冷卻器（Fo 987），並且由於引擎加大的曲軸箱，以及引擎前方的油路，G-10引擎下方整流罩在排氣管下方前端，有小的液滴狀突起。
下列為已被生產的G-10的型號：
- G-10輕型戰機；發動機：DB605DM或DB/DC；武裝系統：2×MG-131，1×MG 151/20；配備：已列為標準裝備MW-50 
  - G-10/R2全天候戰機，装有 PKS 12 自动驾驶仪)
  - G-10/R5武裝偵察機；發動機：DB605DM
  - G-10/R6全天候戰機；發動機：DB605DM
  - G-10/U4全天候戰機；發動機：DB605DM；武裝系統：將MG 151/20軸砲換成30mm MK108軸砲

從1944年10月開始到終戰大約生產了2,600架G-10s·

##### G-14
G-14在1944年7月登場主要是以Bf 109 G-6為基礎開發出來，它將甲醇/水注入器（MW 50）、厄拉座艙罩列為標準配備，整體而言G-14的輸出功率可達1,800 PS（1,775 hp, 1,324 kW）。在海平面時極速可以達到568 km/h，在5 km高空時可以達到665 km/h的極速·
G-14/AS超高空型戰機，它裝配了適合高空使用的DB 605ASM發動機，在海平面時極速可以達到560 km/h，在5 km高空時可以達到680 km/h。同時為了減少金屬的消耗在機尾舵、駕駛艙座位與儀錶板上皆改為木製。
下列為已被生產的G-14型號：
- Bf 109 G-8：武裝偵察機；發動機：DB 605A武裝系統：1×MG-151/20軸砲；配備：RB 12,5/7x9或32/7x9照相槍
- G-14（G-6最後一型的標準型戰鬥機；增壓器MW-50列為標準配備）

- Bf 109 G-12教練機; Umbauten aus überschüssigen G-Zellen verschiedener Varianten
- Bf 109 G-14戰鬥機：Motor DB 605 AM; Bewaffnung wie G-6; vergrößertes Seitenleitwerk aus Holz und Motoren mit MW-50-Zusatzeinspritzung standardmäßig, keine Druckkabine
  - Bf 109 G-14/AS戰鬥機；Motor DB 605 ASM; Bewaffnung wie G-6
  - G-14/ASy超高空型戰鬥機
  - Bf 109 G-14/U4wie G-14 aber 30-mm-MK-108-Motorkanone statt der 20-mm-MG-151/20（Fitted with 30 mm/1.18 in MK 108 Motorkanone engine cannon）
  - G-14y戰鬥機

### Bf 109H

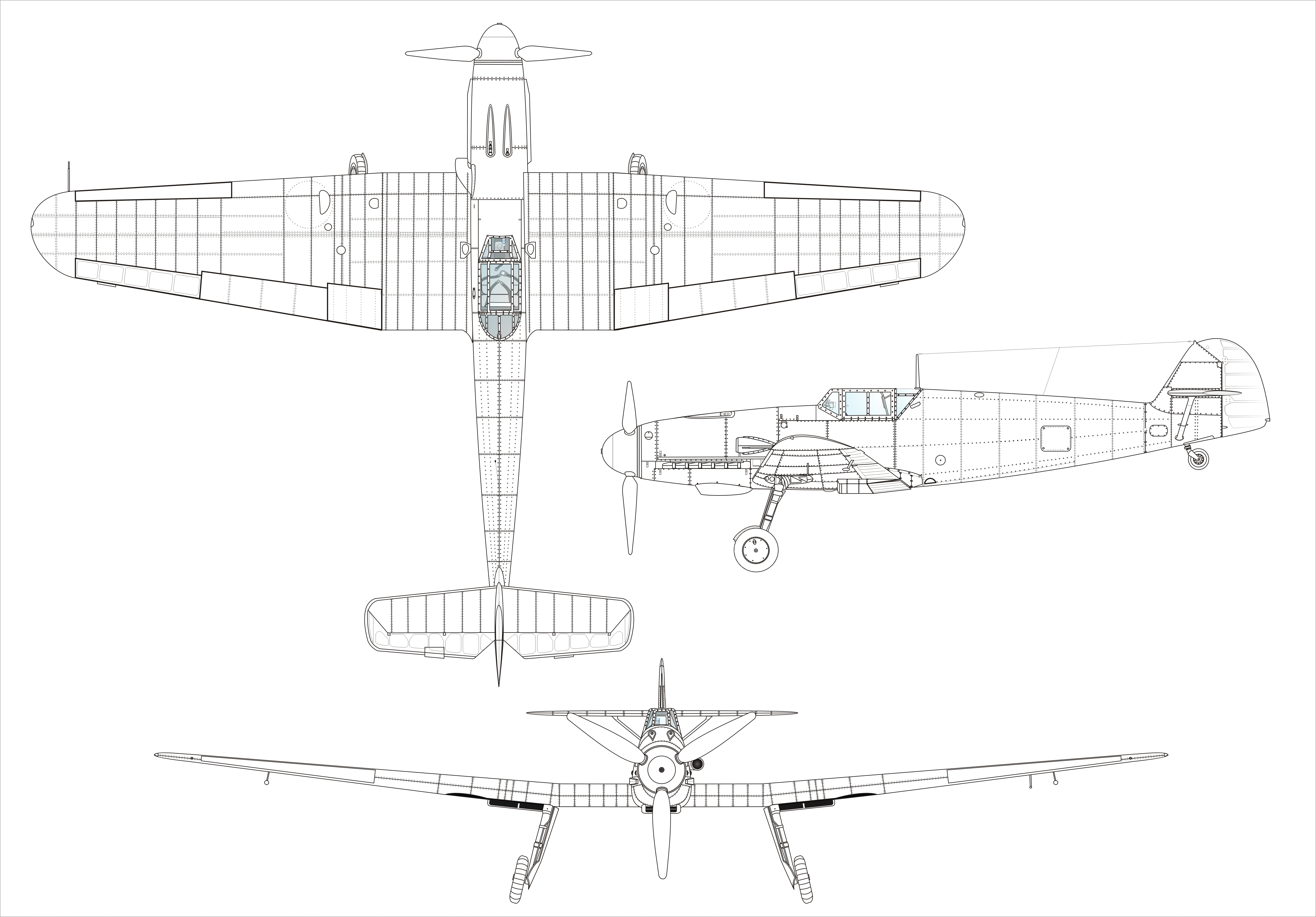
Messerschmitt Bf 109H-1

Bf 109H是以F型為基礎開發出來高空戰鬥機。並增長翼展到11.92 m，並且從機身的支柱腳架開始加大安定翼。在10,100 m高空時可以維持750 km/h最大極速。
Bf 109 H-1只有小規模的生產數字，有數次在英國和法國上空與盟軍交戰紀錄。
Bf 109 H-2與H-5有發展計劃，但由於機翼振動問題，整個H系列放棄。
- H-0（預產機型，衍生自F-4/Z,採用一具DB 601E引擎附有GM-1增壓器）
- H-1（量產機型，基於G-5結構，採用一具DB 605A引擎附有GM-1增壓器）

### Bf 109J
西班牙授權生產型，但是因為德國的DB605遲遲未運交，因而改用西班牙生產的伊斯帕諾-西扎（Hispano-Suiza）12Z89引擎，廠商代號改為HA-1109-K1L，其生產與改良型使用到1960年代才退役。

### Bf 109K"Kurfürst"

#### K-4

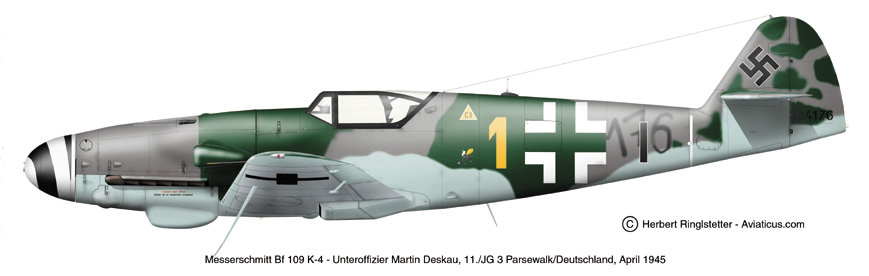
Bf 109 K-4

BF 109系列最後的量產型戰鬥機，結合了G型的各種臨戰改良型的經驗再加上新的技術予以改良出來，由於德軍在東西戰線上的節節敗退，再加上盟軍日益強大的空中轟炸武力，導致德軍在維持Bf109的生產、維修與改裝生產線日漸深感吃力·為了節約日益減少的珍貴資源，德國航空部隨即下令梅塞施密特針對Bf 109的生產消耗、零件機型的維修進行大規模的修正，最大特色是為了適應的DB-605系列發動機而修改了外型，為了節省資源而仿效同盟國使用木製零件（如：機尾）。K型將現有Bf-109在設計上的缺陷予以修正。它的設計工作于1943年春天開始，在秋天就進行原型機測試。可是由於新發動機DB 605D的技術問題，讓K-4在1944年8月才能開始量產。
使用加壓型座艙以符合高空作戰環境，極速每小時超過700公里，實用升限達到一萬二千五百公尺的性能，能夠達到如美國的P-51或英國的噴火的操作高度，並且攔截美軍的戰略轟炸機。
本機型和Fw 190戰鬥機的D系列，成為了攔截盟軍轟炸機的最後主力，並為了對付不同的敵機而可以由同型機中配備不同武器的飛機混編應戰，以機炮和火箭為主的對付轟炸機，而以機槍為主的對付敵方護航戰鬥機。

#### 其它類型的Bf 109K與原型機
K型其他幾個版本，皆是以Bf 109 K-4為基礎修改而來，如K-6、K-8、K-10和K-14（無肯定的證據有此型號）。以K - 6為例；它的武器系統主要為2挺13 mm MG 131，並且裝配以及1挺30 mm MK 108軸砲雖然MK 108破壞力比MG 151/20s更為強大，但它可攜帶的砲彈量與MG 151/20s的100發相比MK 108僅能攜帶45發，K-6裝甲比先前的增加了200磅，促使它的起飛重量高達7986磅，k-6的開發與性能測試主要是在Tarnewitz武器測試中心進行。
K-10與K-4的差異性在於，K-10裝配了適合執行超高空作戰的兩段式DB 605L，並且在發動機內裝配了高射速的30 mm MK 103軸砲，並在兩翼裝配了2挺30 mm MK 108機砲·
K-14則是特別針對執行超高空任務而開發出來的重型戰機·它的兩架原型機在1945年春天交付到由Wilhelm Batz所領導的II/JG52進行測試，它的武裝只一門30 mm機砲，發動機則是裝配DB 605L並且配備四翼型螺旋槳，在38,000英尺（12,000）的操作高度時它的速度可達460|mi/h|km/h.至於它的裝甲則與K-6類似.
可配置於Bf 109K上面，俗稱為Rüstsatz的性能升級配件
- R I ETC 501/IX b or Schloß 503機腹炸彈掛架，安裝一枚250 kg或500 kg炸彈保險裝置
- R III Schloß 503A-1一具機身可拋棄副油箱掛架（300 L/80 US gal）。
- R IV外掛式兩挺20 mm MG 151/20槍莢與135發子彈
- R VI可以在機鼻靠近左翼處配置BSK 16照相槍

在左翼第3和4翼肋間裝BSK 16機槍相機。
已知其它版本
- K-0預產型，發動機：DB 605DM
- K-2計劃機型沒有加壓駕駛艙
- K-4只有序列生產版本沒有加壓駕駛艙，採用一具DB 605DM, DB或DC引擎
- K-6規劃為重型戰鬥機版本，如同K-4有強化的機翼，容納兩具額外的30 mm MK 108機砲和彈藥
- K-8計劃武裝偵察機型，設備類似G-8
- K-10計劃機型，類似K-6,以MK 103mot同軸機砲取代MK 108
- K-12計劃機型，雙座訓練機類似G-12
- K-14計劃機型，類似K-6,採用一具DB 605L引擎

### Bf 109T "Trägerflugzeug"

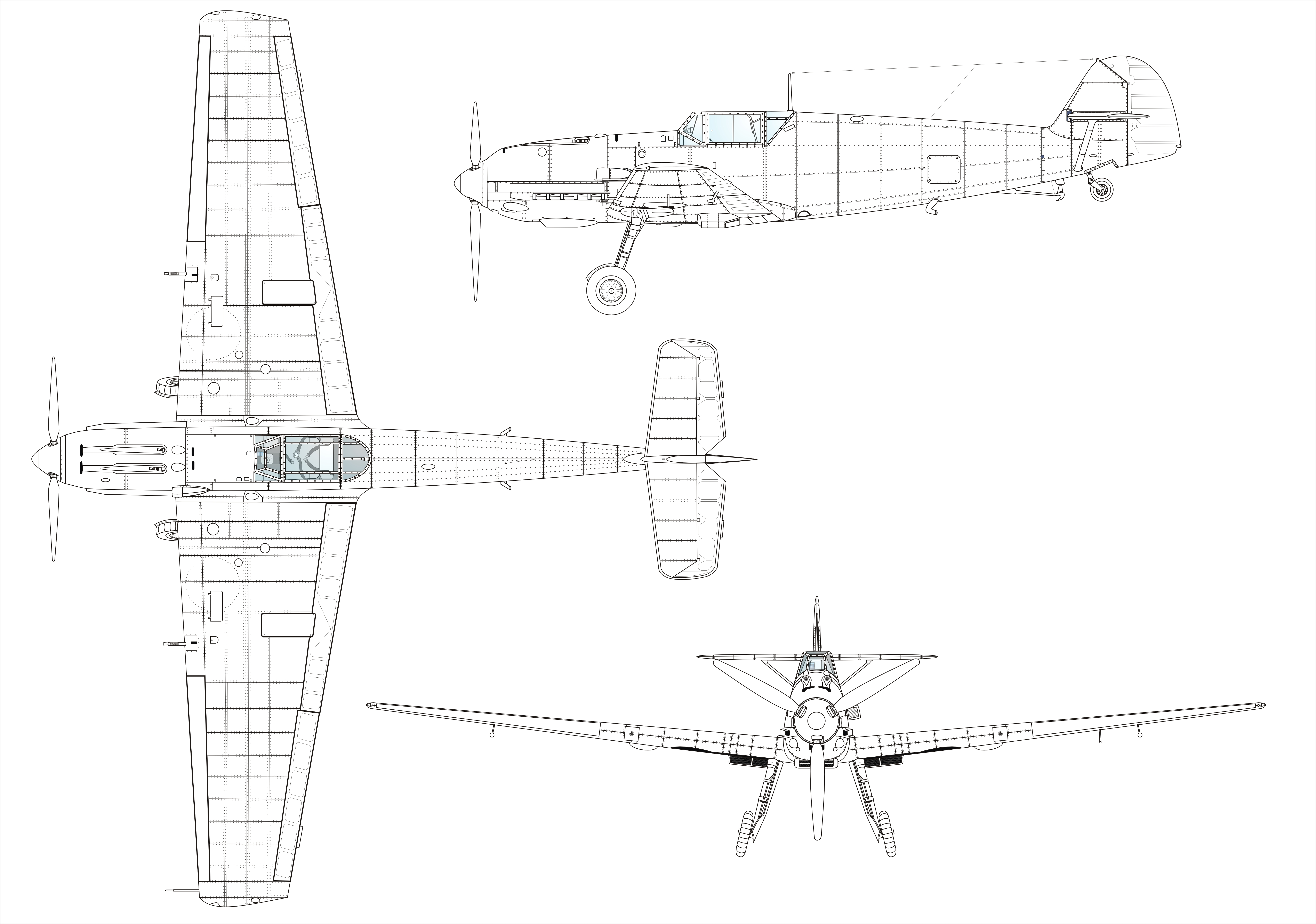
Abb. 14: Bf 109 T-1.

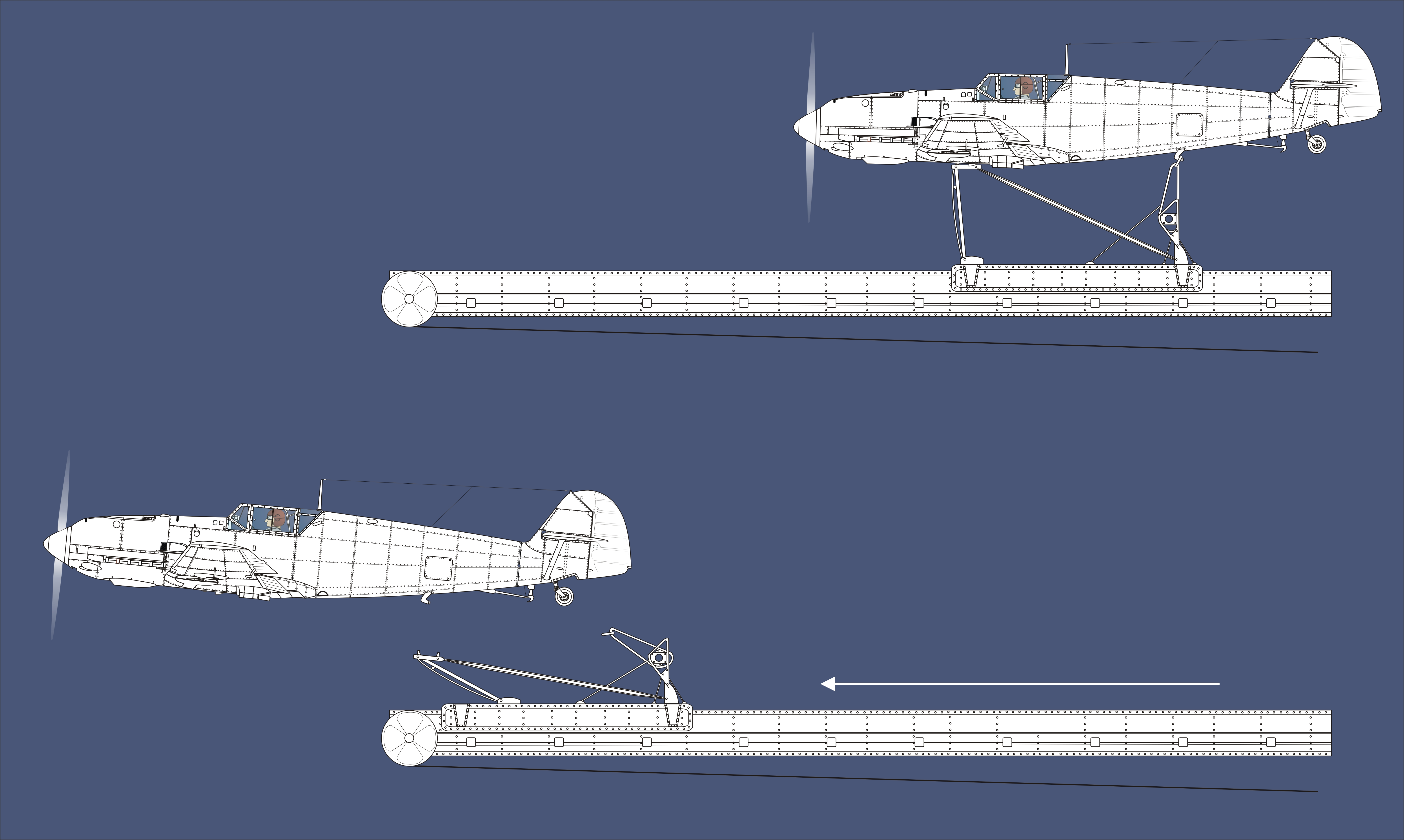
Abb. 15: Katapultstart der Bf 109 T-1.

在大戰爆發前，德意志海軍就有意模彷日、英兩國的航母來建造自己的航空母艦，故以日本空母赤城號為基礎概念，德意志海軍準備建造第一艘空母齊柏林伯爵號。德意志海軍要求梅賽史密特設計出專屬的艦上戰鬥機也就是Bf 109T，艦上轟炸機則選定容克87C（Ju 87C）。
T-0型是從Bf 109 B, Bf 109 C, Bf 109 E等延伸過來，可是只停留在設計圖的階段並沒進行原型機的開發，它們有裝配可在航母起降的專屬設備·其中包括了尾勾以及由於增加彈射器並將機翼折疊的關係，促使機翼長度增加到11.08 m。
為了讓Bf109T能夠在齊柏林伯爵號上面順利起降，Bf109T在機翼方面進行一連串的修改在機翼的輔翼方面，它的間距增長並且在上面加裝溝槽，同時它加裝飛行檔泥板。
在包括彈射器測試的試飛實驗結束後，配備DB601Ns發動機的70 T-1是交付於卡塞爾（Kassel）的Fieseler進行生產，但由於空母建造案的取消故只有生產7架左右。
剩餘的70架T-1訂單當中有63架改進至T-2的標準，T-2是取消了航母的設備而其飛行性能和Bf-109E-4/N相當。由於它們的起飛和降落距離較短，故部署在挪威的I/JG77中隊，那裡的機場較短又經常會吹起強勁的側風。到了1941年該中隊的飛機回到德國並由Bf-109E-3代替。Bf-109T的武裝是機頭的兩支MG17機槍和機翼各一支MGFF機炮。1942年齊柏林伯爵號再次動工，但Me109T明顯已經過時了，梅塞希密特已發展了新式的Me155A戰機。但後來航母計劃再次取消，而Me155改為高空截擊機，並改名BV155。1943年開始，Bf-109T改為在挪威的訓練單位中使用，直至1944年夏天，之後有些仍在德國本土的訓練單位中使用。

### Bf 109Z

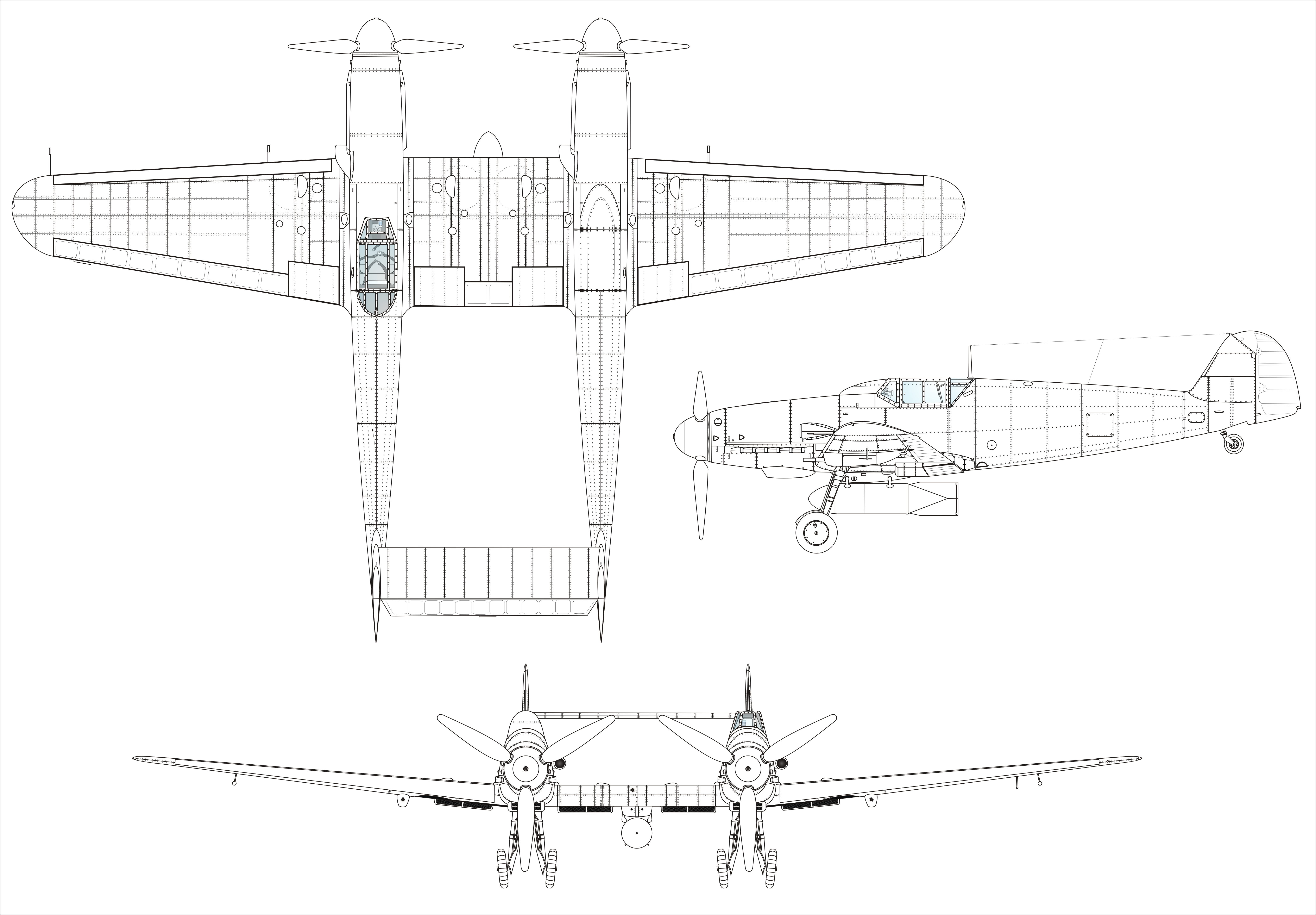
Bf 109Z-1

Bf 109Z則是實驗性的將2架Bf 109F的機身給予結合（將外翼給予結合）並且再配負一組新的機翼與機尾，這種平行配置可以在F-82雙野馬上面看到。在預產型中，右側機身駕駛艙是填平變駕駛員則配置於左側機身·Z型被提議有4種的版本，第1型攔截機的武裝為5×30 mm機砲，並可攜帶1,000 kg炸彈，第2型戰轟機的武裝為2×MK 108機砲並攜帶2×2,200 lb.炸彈·這兩個版本的發動機主要為DB605發動機·第3型與第4型則停留於設計圖上，但可能與第1型類似至於發動機則改為Jumo 213發動機。
只建造了1架Bf 109Z而且從沒有飛過，在盟軍轟炸時，於機庫中損毀，該計劃於1944年永遠放棄。

## Bf 109各型性能諸元資料
| 型號         | Bf 109 B-1             | Bf 109 C-1                | Bf 109 D-1                | Bf 109 E-3                                 | Bf 109 T-2                 | Bf 109 F-4                | Bf 109 G-6                                                     | Bf 109 G-10                                                    | Bf 109 K-4                                       |
| 圖示         |                        |                           |                           |                                            |                            |                           |                                                                |                                                                |                                                  |
| 用途         | 攔截戰鬥               | 攔截戰鬥                  | 攔截戰鬥                  | 攔截戰鬥                                   | 攔截戰鬥                   | 攔截戰鬥                  | 攔截戰鬥                                                       | 攔截戰鬥                                                       | 攔截戰鬥                                         |
| 發動機       | Jumo 210D              | Jumo 210 G                | Jumo 210 D                | DB 601 A-1                                 | DB 601 N                   | DB 601 E                  | DB 605 A                                                       | DB 605 DB                                                      | DB 605 DC                                        |
| 最大推力     | 680 PS                 | 700 PS                    | 680 PS                    | 990 PS                                     | 1020 PS                    | 1350 PS                   | 1475 PS                                                        | 1435 PS 使用MW-50可提升至1800 PS                               | 1370 PS 使用MW-50可提升至2000 PS                 |
| 乘員         | 1人                    | 1人                       | 1人                       | 1人                                        | 1人                        | 1人                       | 1人                                                            | 1人                                                            | 1人                                              |
| 長度         | 8,55 m                 | 8,55 m                    | 8,64 m                    | 8,64 m                                     | 8,64 m                     | 8,94 m                    | 8,95 m                                                         | 8,95 m                                                         | 8,85 m                                           |
| 高度         | 2,60 m                 | 2,60 m                    | 2,60 m                    | 2,60 m                                     | 2,60 m                     | 2,45 m                    | 2,60 m                                                         | 2,60 m                                                         | 2,60 m                                           |
| 翼展         | 9,87 m                 | 9,87 m                    | 9,87 m                    | 9,87 m                                     | 11,08 m                    | 9,97 m                    | 9,97 m                                                         | 9,97 m                                                         | 9,97 m                                           |
| 翼面積       | 16,2 m²                | 16,2 m²                   | 16,2 m²                   | 16,2 m²                                    | 17,5 m²                    | 16,1 m²                   | 16,4 m²                                                        | 16,4 m²                                                        | 16,4 m²                                          |
| 總重         | 2200 kg                | 2310 kg                   | 2170 kg                   | 2505 kg                                    | 2800 kg                    | 2890 kg                   | 3200 kg                                                        | 3280 kg                                                        | 3800 kg                                          |
|              |                        |                           |                           |                                            |                            |                           |                                                                |                                                                |                                                  |
| 翼負荷：     | 135,80 kg/m²           | 142,59 kg/m²              | 133,95 kg/m²              | 154,63 kg/m²                               | 160,00 kg/m²               | 179,50 kg/m²              | 195,12 kg/m²                                                   | 200,00 kg/m²                                                   | 231,70 kg/m²                                     |
| 最大升限     | 9,000 m                | 9,500 m                   | 9,500 m                   | 10,500 m                                   | 10,500 m                   | 11,600 m                  | 12,000 m                                                       | 12,500 m                                                       | 12,500 m                                         |
| 極速         | 470 km/h 4,000 m高空時 | 440 km/h 4,000 m高空時    | 460 km/h                  | 570 km/h 4,000 m高空時                     | 560 km/h 5,000 m高空時     | 670 km/h 6,300 m高空時    | 650 km/h 6,600 m高空時                                         | 685 km/h 7,400 m高空時                                         | 715 km/h 7,400 m高空時                           |
|              |                        |                           |                           |                                            |                            |                           |                                                                |                                                                |                                                  |
| 機身武裝     | 2挺MG 17 1挺500發子彈  | 2挺MG 17機槍 1挺500發子彈 | 2挺MG 17機槍 1挺500發子彈 | 2挺MG 17機槍 1挺1000發子彈                 | 2挺MG 17機槍 1挺1000發子彈 | 2挺MG 17機槍 1挺500發子彈 | 2挺MG 131重機槍 1挺300發子彈                                   | 2挺MG 131機槍 1挺300發子彈                                     | 2挺MG 131機槍 1挺300發子彈                       |
| 機翼武裝     | 無                     | 2挺MG 17機槍 1挺420發子彈 | 2挺MG 17機槍 1挺420發子彈 | 2挺MG FF機炮 1挺60發砲彈                   | 2挺MG FF機炮 1挺60發砲彈   | 無                        | 無                                                             | 無                                                             | 無                                               |
| 發動機軸砲   | 無                     | C-4有計畫配置             | D-2有計畫配置             | E-2有計畫配置                              | 無                         | MG 151/20 200發砲彈       | MG 151/20機炮 200發砲彈                                        | MG 151/20機炮 200發砲彈                                        | MK-108機炮 65發砲彈                              |
| 火力提升套件 | 無                     | 無                        | 無                        | 無                                         | 無                         | 無                        | 機翼下：2挺MG 151/20機炮 2挺MK-108機炮 2枚Werfer-Granate21火箭 | 機翼下：2挺MG 151/20機炮 2挺MK-108機炮 2枚Werfer-Granate21火箭 | 機翼下：2挺MG 151/20機炮 2枚Werfer-Granate21火箭 |
| 掛彈量       | 無                     | 無                        | 無                        | 機身下： 1枚250kg炸彈 機翼下： 2枚50kg炸彈 | 無                         | 無                        | 機身下： 4枚50kg炸彈 1枚250kg炸彈 1枚500kg炸彈                 | 機身下： 4枚50kg炸彈 1枚250kg炸彈 1枚500kg炸彈                 | 機身下： 1枚250kg炸彈 1枚500kg炸彈               |

## 服役與作戰

### 在德國空軍中的服役
在嚴格檢視的交戰記錄下，Bf 109擊落敵機的記錄遠比其它機種來的多。擊落敵機100架以上的飛行員有105名，擊落敵機200架以上的飛行員有13名，擊落敵機300架以上的飛行員有2名。擊落百架以上的飛行員的擊墜總數將近15,000架。
在王牌飛行員的鑑定中，每一位飛行員都必需要擊墜5架以上才能擁有ACE的稱號。按照這樣的認定，德国空军符合ACE稱號的就超過2,500名飛行員。其中絕大部份的功績都是在東線對抗蘇聯所創下，由於西線盟軍的飛行員訓練有素，故只有5名飛行員有擊墜100架敵機的記錄。
二战中，纳粹德国的战斗机飞行员令人惊讶的击落记录，关键在于战斗机飞行员出击次数非常多，远远多于其他各参战国的战斗机飞行员。比较一下德国的头号王牌-埃里希·哈特曼和盟军的头号王牌-伊萬·闊日杜布就很有意思。哈特曼总共出击1404次，交战825次，共击落352架敌机（外加16次被迫降记录，其中一次被俘）。平均2.34次交战击落一架敌机。阔日杜布共出击330次，参加空战120次，击落62架敌机——误击落2架美军P-51D未计算在内（仅一次被迫降记录，无负伤记录）。平均1.94次交战就击落一架敌机。
由此可见，德国战斗机飞行员的惊人击落数，并不是因为他们是“超人”，或者他们驾驶了多么超时代科技的战斗机。原因只是简单的——持續高強度作战。
而在西线，德国飞行员的击落数远少于东线的原因。则主要是英美对德国进行轰炸，战斗机部队除了40年的不列颠之战时期，主要任务是轰炸机护航，因此作战强度更是不能和东线相比。英美的战斗机飞行员数量充足，任务强度低，因此出战次数也远低于东线的苏德两国战斗机飞行员。而西线德国战斗机飞行员在面对英美密集编队的重型轰炸机集群时，飞行员的生还率也远低于东线，因此能靠出击次数累积击落数的飞行员也远少于东线，这正是德国西线飞行员击落数远少于东线的原因。
但Bf 109追求緊緻的設計也存在著缺點，它較短的航程使納粹德國無法在不列顛戰役取得所需的空優，導致轟炸機部隊在護航不足的情況下損失慘重；此外，為使機翼結構輕量化，Bf 109的機輪置於機身軸線上，結果飛機起降時十分不安定，Bf 109因各類的起落架事故(機輪折斷、轉倒、翻覆)折損的數量相當可觀(探索頻道的戰機排行節目甚至提出過達總生產量1/3的說法)─即便硬體的損失可以靠龐大的生產量彌補，但因此損失的飛行員卻是德國空軍難以彌補的。

### 意大利方面的戰鬥
義大利皇家空軍（1942-1943）
從1942年11月到1943年4月，義大利皇家空軍的生產線為他們生產了160架新轟炸機與758架新戰鬥機。因此，意大利空軍決定使用德軍戰機。

### 在以色列空军中的服役
1948年，建国伊始的以色列急需各种作战飞机，通过受赠和购买，刚刚诞生的以色列空军获得了各种型号的战斗机，其中就包括Bf-109和其在二战中的典型敌人——喷火式战斗机。以色列空军所购买的是捷克生产的Bf-109，但因性能较差，在对以色列的武器禁运结束后，以色列空军所拥有的Bf-109就全部退役了。

### 在西班牙空军中的服役
西班牙從西班牙內戰開始得到Bf 109，分別是：
- Bf 109B-2
- Bf 109E-1
- Bf 109F-3
- Bf 109G-2

西班牙受權生產200架Bf 109G-2，頭25架被拆散，運到西班牙後由德國技術人員指導下組裝，但由於缺乏原廠發動機，只好用HS12-Z-89發動機代替，但此種發動機的轉動方向和德國原廠的相反，要對原機身結構作出修改，在起飛時飛行員也要用和原本相反的舵向去修正偏向力矩，1946年試飛成功，西班牙人稱此機種為C-4J，到1947年1月已生產了25架，西班牙也以Bf 109G-12為藍本製造雙座教練機，此機改用英國梅林發動機，西班牙生產此種機至1958年。

## Bf 109在日本
1941年日本向德國購買了五架Bf 109，型號分別是兩架E-3及三架E-7並做為測試及研究用。

## 佈署與編制
| 1940年5月10日西線         |                                        |                     |                           |                    |          |            |                                      |  |
| 航空隊番號                | 航空軍番號                             | 任務聯隊(航空團)    | 駐地                      | 機型               | 編制數量 | 可出擊數量 | 指揮官                               |  |
| 第1航空隊                 | 無                                     | 無                  | 柏林                      | 無                 | 無       | 無         | Wilhelm Wimmer二級上將               |  |
| 第1航空隊                 |                                        | Stab, II/JG 3       | 哈弗尔兰                  | Bf 109E            | 49       | 39         | 無                                   |  |
| 第2航空隊                 | 無                                     | 無                  | 明斯特                    | 無                 | 無       | 無         | 阿爾貝特·凱塞林空軍二級上將          |  |
| 第2航空隊                 | 第8航空軍                              | 無                  | 格雷文布羅伊希            | 無                 | 無       | 無         | 沃爾弗拉姆·馮·里希特霍芬少將         |  |
| 第2航空隊                 | 第8航空軍                              | I/JG 1.             | 居姆尼希                  | Bf 109E            | 46       | 24         | Joachim Schlichting上尉              |  |
| 第2航空隊                 | 第8航空軍                              | I/JG 21             | 门兴格拉德巴赫            | Bf 109E            | 46       | 34         | 無                                   |  |
| 第2航空隊                 | 第8航空軍                              | Stab, I/JG 27       | 门兴格拉德巴赫            | Bf 109E            | 43       | 32         | 無                                   |  |
| 第2航空隊                 | Jafü 'Deutsche Bucht' （German Bight） | 無                  | 耶弗尔                    | 無                 | 無       | 無         | 卡爾-奧古斯特·舒馬赫爾中校           |  |
| 第2航空隊                 | Jafü 'Deutsche Bucht' （German Bight） | Stab/JG 1           | 耶弗尔                    | Bf 109E            | 4        | 4          | 卡爾-奧古斯特·舒馬赫爾中校           |  |
| 第2航空隊                 | Jafü 'Deutsche Bucht' （German Bight） | II（J.）/TrGr 186   | 旺格岛                    | Bf 109E            | 48       | 32         | 無                                   |  |
| 第2航空隊                 | Jafü 'Deutsche Bucht' （German Bight） | II/JG 2             | 诺德霍尔茨                | Bf 109E            | 47       | 35         | Wolfgang Schellmann上尉              |  |
| 第2航空隊                 | 第3戰鬥機指揮部                        | 無                  | 威斯巴登                  | 無                 | 無       | 無         | Gerd von Massow上校                  |  |
| 第2航空隊                 | 第3戰鬥機指揮部                        | III/JG 3            | 施泰因富特                | Bf 109E            | 37       | 25         | Wilhelm Balthasar上尉                |  |
| 第2航空隊                 | 第3戰鬥機指揮部                        | I/JG 20             | 韦瑟尔                    | Bf 109E            | 48       | 36         | Hannes Trautloft上尉                 |  |
| 第2航空隊                 | 第3戰鬥機指揮部                        | Stab, II/JG 26      | 多特蒙德                  | Bf 109E            | 51       | 39         | 無                                   |  |
| 第2航空隊                 | 第3戰鬥機指揮部                        | I/JG 26             | 韦瑟尔                    | Bf 109E            | 44       | 35         | otthardt Handrick少校                |  |
| 第2航空隊                 | 第3戰鬥機指揮部                        | III/JG 26           | 埃森                      | Bf 109E            | 42       | 22         | Ernst Freiherr von Berg少校          |  |
| 第2航空隊                 | 第3戰鬥機指揮部                        | II/JG 27            | 韦瑟尔                    | Bf 109E            | 43       | 33         | Walter Andres上尉                    |  |
| 第2航空隊                 | 第3戰鬥機指揮部                        | Stab/JG 51          | 韦瑟尔                    | Bf 109E            | 4        | 3          | Theo Osterkamp上校                   |  |
| 第2航空隊                 | 第3戰鬥機指揮部                        | I/JG 51             | 克雷費爾德                | Bf 109E            | 47       | 28         | Hermann-Friedrich Joppien上尉        |  |
| 第3航空隊                 | 無                                     | 無                  | 美因-金齊希 －巴特奧夫    | 無                 | 無       | 無         | 胡戈·施佩勒空軍二級上將              |  |
| 第3航空隊                 | 第1航空軍                              | 無                  | 科隆                      | 無                 | 無       | 無         | 烏里希·格劳特空軍二級上將            |  |
| 第3航空隊                 | 第1航空軍                              | I/JG 3              | 科隆                      | Bf 109E            | 48       | 38         | Günther Lützow上尉                   |  |
| 第3航空隊                 | 第1航空軍                              | Stab/JG 77          | Peppenhoven               | Bf 109E            | 48       | 36         | Eitel Roediger von Manteuffel中校    |  |
| 第3航空隊                 | 第1航空軍                              | I/JG 77             | 奥登多夫                  | Bf 109E            | 46       | 28         | Johannes Janke上尉                   |  |
| 第3航空隊                 | 第5航空軍                              | 無                  | 奧格斯堡                  | 無                 | 無       | 無         | 羅伯特·馮·格萊姆中將                 |  |
| 第3航空隊                 | 第5航空軍                              | II/JG 51            | 伯布林根                  | Bf 109E            | 42       | 30         | Günther Matthes上尉                  |  |
| 第3航空隊                 | 第5航空軍                              | Stab/JG 52          | 曼海姆-桑德霍芬           | Bf 109E            | 3        | 3          | Merhart von Bernegg少校              |  |
| 第3航空隊                 | 第5航空軍                              | I/JG 52             | 諾伊施塔特                | Bf 109E            | 46       | 33         | Siegfried von Eschwege上尉           |  |
| 第3航空隊                 | 第5航空軍                              | II/JG 52            | 施派爾                    | Bf 109E            | 42       | 28         | Hans-Günther von Kornatzki上尉       |  |
| 第3航空隊                 | 第5航空軍                              | Stab, I/JG 54       | 伯布林根                  | Bf 109E            | 46       | 31         | Martin Mettig少校                    |  |
| 第3航空隊                 | 第3戰鬥機指揮部                        | 無                  | 威斯巴登                  | 無                 | 無       | 無         | Gerd von Massow將軍                  |  |
| 第3航空隊                 | 第3戰鬥機指揮部                        | Stab, I, III/JG 2   | 法蘭克福                  | Bf 109E            | 91       | 48         | Hilmer von Bülow-Bothkamp中校        |  |
| 第3航空隊                 | 第3戰鬥機指揮部                        | III/JG 52           | 曼海姆－桑德霍芬          | Bf 109E            | 48       | 39         | Alexander von Winterfeldt少校        |  |
| 第3航空隊                 | 第3戰鬥機指揮部                        | JG 53               | 威斯巴登                  | Bf 109E            | 139      | 107        | Hans-Jürgen von Cramon-Taubadel少校  |  |
| 第3航空隊                 | 第3戰鬥機指揮部                        | I/JG 76             | Ober-Olm                  | Bf 109E            | 46       | 37         | Richard Kraut少校                    |  |
| 第5航空隊                 | 無                                     | 無                  | 奧斯陸                    | 無                 | 無       | 無         | 漢斯-尤根·史托普空軍二級上將         |  |
| 第5航空隊                 | 斯塔萬格航空兵團                       | 無                  | 斯塔萬格                  | 無                 | 無       | 無         |                                      |  |
| 第5航空隊                 | 斯塔萬格航空兵團                       | 4./JG 77            | 斯塔萬格-索拉             | Bf 109E            | 12       | 8          | 無                                   |  |
| 第5航空隊                 | 特隆赫姆航空兵團                       | 無                  | 特隆赫姆                  | 無                 | 無       | 無         |                                      |  |
| 第5航空隊                 | 特隆赫姆航空兵團                       | 11.（N）/JG 2       | 特隆赫姆                  | Bf 109D            | 11       | 6          | 無                                   |  |
| 第5航空隊                 | 第10航空軍                             | 無                  | 奧斯陸                    | 無                 | 無       | 無         | 漢斯·蓋斯勒中將                      |  |
| 第5航空隊                 | 第10航空軍                             | 5., 6./JG 77        | 克里斯蒂安桑              | Bf 109E            | 28       | 20         | 無                                   |  |
|                           |                                        |                     |                           |                    |          |            |                                      |  |
| 1940年8月13日不列顛戰役   |                                        |                     |                           |                    |          |            |                                      |  |
| 航空隊番號                | 航空軍番號                             | 任務聯隊(航空團)    | 駐地                      | 機型               | 編制數量 | 可出擊數量 | 指揮官                               |  |
| 第2航空隊                 | 無                                     | 無                  | 布魯塞爾                  | 無                 | 無       | 無         | 阿爾貝特·凱塞林空軍元帥              |  |
| 第2航空隊                 | 第2航空軍                              | 無                  | 根特                      | 無                 | 無       | 無         | 布鲁诺·勒尔策將軍                    |  |
| 第2航空隊                 | 第2航空軍                              | ErprGr 210          | 加萊                      | Bf 109E-4B         | 10       | 9          | 無                                   |  |
| 第2航空隊                 | 第2戰鬥機指揮部                        | 無                  | 多特蒙德                  | 無                 | 無       | 無         | 库尔特-贝尔特拉姆·冯·德林將軍        |  |
| 第2航空隊                 | 第2戰鬥機指揮部                        | Stab/JG 3           | 北加萊海峽 －维耶尔欧布瓦 | Bf 109E            | 3        | 3          | Karl Vieck上校                       |  |
| 第2航空隊                 | 第2戰鬥機指揮部                        | I/JG 3              | 瓦茲省 －格蘭瑟姆         | Bf 109E            | 33       | 32         | Günther Lützow上尉                   |  |
| 第2航空隊                 | 第2戰鬥機指揮部                        | II/JG 3             | 薩默爾                    | Bf 109E            | 29       | 22         | Erich von Selle上尉                  |  |
| 第2航空隊                 | 第2戰鬥機指揮部                        | III/JG 3            | 加萊海峽省 －代夫勒       | Bf 109E            | 29       | 29         | Walter Kienitz上尉                   |  |
| 第2航空隊                 | 第2戰鬥機指揮部                        | Stab, I/JG 26       | 北加萊海峽 －烏登貝爾     | Bf 109E            | 42       | 38         | Gotthard Handrick少校                |  |
| 第2航空隊                 | 第2戰鬥機指揮部                        | II/JG 26            | 北加萊海峽 －马基斯       | Bf 109E            | 39       | 35         | Karl Ebbighausen上尉                 |  |
| 第2航空隊                 | 第2戰鬥機指揮部                        | III/JG 26           | 北加萊海峽 －卡菲爾斯     | Bf 109E            | 40       | 38         | 阿道夫·加蘭德少校                    |  |
| 第2航空隊                 | 第2戰鬥機指揮部                        | Stab/JG 51          | 北加萊海峽 －维桑         | Bf 109E            | 4        | 4          | 维尔纳·默尔德斯中校                  |  |
| 第2航空隊                 | 第2戰鬥機指揮部                        | I/JG 51             | Pihen bei Calais          | Bf 109E            | 32       | 32         | Hans-Heinrich Brustellin上尉         |  |
| 第2航空隊                 | 第2戰鬥機指揮部                        | II/JG 51            | 西馬奇士                  | Bf 109E            | 33       | 33         | Günther Matthes上尉                  |  |
| 第2航空隊                 | 第2戰鬥機指揮部                        | III/JG 51           | 聖奧梅爾 －克莱尔马赖     | Bf 109E            | 32       | 30         | Hannes Trautloft上尉                 |  |
| 第2航空隊                 | 第2戰鬥機指揮部                        | Stab, I/JG 52       | 加萊海峽省 －科凯勒       | Bf 109E            | 42       | 34         | Merhart von Bernegg少校              |  |
| 第2航空隊                 | 第2戰鬥機指揮部                        | II/JG 52            | 北加萊海峽 －珀普兰格     | Bf 109E            | 39       | 32         | Hans-Günther von Kornatzki上尉       |  |
| 第2航空隊                 | 第2戰鬥機指揮部                        | III/JG 52           | 賽伯斯特                  | Bf 109E            | 31       | 11         | Alexander von Winterfeldt少校        |  |
| 第2航空隊                 | 第2戰鬥機指揮部                        | Stab, I/JG 54       | 北加萊海峽 －康帕涅莱吉讷 | Bf 109E            | 38       | 26         | Martin Mettig少校                    |  |
| 第2航空隊                 | 第2戰鬥機指揮部                        | II/JG 54            | 北加萊海峽 －埃尔默朗日   | Bf 109E            | 36       | 32         | Otto Hans Winterer上尉               |  |
| 第2航空隊                 | 第2戰鬥機指揮部                        | III/JG 54           | 加萊海峽省 －吉讷         | Bf 109E            | 42       | 40         | Fritz Ultsch上尉                     |  |
| 第2航空隊                 | 夜戰航空師 （Nachtjagd-Division）      | 無                  |                           | 無                 | 無       | 無         |                                      |  |
| 第2航空隊                 | 夜戰航空師 （Nachtjagd-Division）      | III/NJG 1           | Köln-Ostheim              | Bf 109E            | 17       | 16         | Conrad von Bothmer上尉               |  |
| 第3航空隊                 | 無                                     | 無                  | 巴黎                      | 無                 | 無       | 無         | 胡戈·施佩勒空軍元帥                  |  |
| 第3航空隊                 | 第3戰鬥機指揮部                        | 無                  | 威斯巴登                  | 無                 | 無       | 無         | 將軍                                 |  |
| 第3航空隊                 | 第3戰鬥機指揮部                        | Stab, I, II/JG 2    | 博蒙勒罗歇                | Bf 109E            | 73       | 63         | Wolfgang Schellmann少校              |  |
| 第3航空隊                 | 第3戰鬥機指揮部                        | III/JG 2            | 勒阿弗爾                  | Bf 109E            | 32       | 28         | Dr. Erich Mix上尉                    |  |
| 第3航空隊                 | 第3戰鬥機指揮部                        | Stab/JG 27          | 西瑟堡                    | Bf 109E            | 5        | 4          | Max Ibel中校                         |  |
| 第3航空隊                 | 第3戰鬥機指揮部                        | I/JG 27             | Plumett                   | Bf 109E            | 37       | 32         | Eduard Neumann少校                   |  |
| 第3航空隊                 | 第3戰鬥機指揮部                        | II/JG 27            | 下諾曼第 －坎波           | Bf 109E            | 40       | 32         | Walter Andres上尉                    |  |
| 第3航空隊                 | 第3戰鬥機指揮部                        | III/JG 27           | 加來海峽省 －阿尔克       | Bf 109E            | 39       | 32         | Joachim Schlichting上尉              |  |
| 第3航空隊                 | 第3戰鬥機指揮部                        | Stab/JG 53          | 瑟堡                      | Bf 109E            | 6        | 6          | Hans-Jürgen von Cramon-Taubadel少校  |  |
| 第3航空隊                 | 第3戰鬥機指揮部                        | I/JG 53             | 雷恩 －根息島             | Bf 109E            | 39       | 37         | Albert Blumensaat上尉                |  |
| 第3航空隊                 | 第3戰鬥機指揮部                        | II/JG 53            | 迪南 －根息島             | Bf 109E            | 38       | 34         | Günther Freiherr von Maltzahn少校    |  |
| 第3航空隊                 | 第3戰鬥機指揮部                        | III/JG 53           | 布雷斯特 －聖丕           | Bf 109E            | 38       | 35         | Wolf-Dietrich Wilcke上尉             |  |
| 第5航空隊                 | 無                                     | 無                  | 奧斯陸                    | 無                 | 無       | 無         | 漢斯-尤根·史托普將軍                 |  |
| 第5航空隊                 | 第10航空軍                             | 無                  | 奧斯陸                    | 無                 | 無       | 無         | 漢斯·蓋斯勒將軍                      |  |
| 第5航空隊                 | 第10航空軍                             | Stab/JG 77          | ?                         | Bf 109E            | 4        | 4          | Eitel Roediger von Manteuffel中校    |  |
| 第5航空隊                 | 第10航空軍                             | I/JG 77             | ?                         | Bf 109E            | 38       | 37         | Johannes Janke上尉                   |  |
| 第5航空隊                 | 第10航空軍                             | II/JG 77            | 斯塔萬格 －特隆赫姆       | Bf 109E            | 43       | 38         | Karl Hentschel上尉                   |  |
| 1940年9月7日不列顛戰役    |                                        |                     |                           |                    |          |            |                                      |  |
| 航空隊番號                | 航空軍番號                             | 任務聯隊(航空團)    | 駐地                      | 機型               | 編制數量 | 可出擊數量 | 指揮官                               |  |
| 第2航空隊                 | 無                                     | 無                  | 布魯塞爾                  | 無                 | 無       | 無         | 阿爾貝特·凱塞林空軍元帥              |  |
| 第2航空隊                 |                                        | II（Sch.）/LG 2     | 聖奧梅爾                  | Bf 109E            | 33       | 27         | 無                                   |  |
| 第2航空隊                 |                                        | Stab/JG 1           | 加來海峽省                | Bf 109E            | 4        | 3          | Carl-August Schumacher中校           |  |
| 第2航空隊                 |                                        | Stab/JG 3           | 加來海峽省                | Bf 109E            | 3        | 3          | Günther Lützow中校                   |  |
| 第2航空隊                 |                                        | I/JG 3              | 加來海峽省                | Bf 109E            | 23       | 14         | Hans von Hahn上尉                    |  |
| 第2航空隊                 |                                        | II/JG 3             | 加來海峽省                | Bf 109E            | 24       | 14         | Erich von Selle上尉                  |  |
| 第2航空隊                 |                                        | III/JG 3            | 加來海峽省                | Bf 109E            | 25       | 23         | Walter Kienitz上尉                   |  |
| 第2航空隊                 |                                        | Stab/JG 26          | 加來海峽省                | Bf 109E            | 4        | 3          | 阿道夫·加蘭德少校                    |  |
| 第2航空隊                 |                                        | I/JG 26             | 加來海峽省                | Bf 109E            | 27       | 20         | Rolf Pingel上尉                      |  |
| 第2航空隊                 |                                        | II/JG 26            | 北法                      | Bf 109E            | 32       | 28         | Erich Bode上尉                       |  |
| 第2航空隊                 |                                        | III/JG 26           | 北法                      | Bf 109E            | 29       | 26         | Gerhard Schöpfel少校                 |  |
| 第2航空隊                 |                                        | Stab/JG 27          | 加來海峽省 －埃塔普勒     | Bf 109E            | 5        | 4          | Max Ibel中校                         |  |
| 第2航空隊                 |                                        | I/JG 27             | 加來海峽省 －埃塔普勒     | Bf 109E            | 33       | 27         | Eduard Neumann少校                   |  |
| 第2航空隊                 |                                        | II/JG 27            | 加來海峽省 －埃塔普勒     | Bf 109E            | 37       | 33         | Walter Andres上尉                    |  |
| 第2航空隊                 |                                        | III/JG 27           | 北加來海峽 －聖丕         | Bf 109E            | 31       | 27         | Max Dobislav上尉                     |  |
| 第2航空隊                 |                                        | Stab/JG 51          | 聖奧梅爾                  | Bf 109E            | 5        | 4          | Werner Mölders中校                   |  |
| 第2航空隊                 |                                        | I/JG 51             | 聖奧梅爾 －圣安格勒韦尔   | Bf 109E            | 36       | 33         | Hermann-Friedrich Joppien上尉        |  |
| 第2航空隊                 |                                        | II/JG 51            | 聖奧梅爾 －圣安格勒韦尔   | Bf 109E            | 22       | 13         | Günther Matthes上尉                  |  |
| 第2航空隊                 |                                        | III/JG 51           | 加來海峽省                | Bf 109E            | 44       | 31         | Walter Oesau上尉                     |  |
| 第2航空隊                 |                                        | Stab/JG 52          | 拉昂                      | Bf 109E            | 2        | 1          | 無                                   |  |
| 第2航空隊                 |                                        | I/JG 52             | 拉昂                      | Bf 109E            | 21       | 17         | 無                                   |  |
| 第2航空隊                 |                                        | II/JG 52            | 加來海峽省                | Bf 109E            | 28       | 23         | 無                                   |  |
| 第2航空隊                 |                                        | III/JG 52           | 加來海峽省                | Bf 109E            | 31       | 16         | 無                                   |  |
| 第2航空隊                 |                                        | Stab/JG 53          | 北法                      | Bf 109E            | 2        | 2          | 無                                   |  |
| 第2航空隊                 |                                        | II/JG 53            | 北加來海峽 -维桑          | Bf 109E            | 33       | 24         | 無                                   |  |
| 第2航空隊                 |                                        | III/JG 53           | 北法                      | Bf 109E            | 30       | 22         | 無                                   |  |
| 第2航空隊                 |                                        | Stab/JG 54          | 南荷蘭省                  | Bf 109E            | 4        | 2          | 無                                   |  |
| 第2航空隊                 |                                        | I/JG 54             | 南荷蘭省                  | Bf 109E            | 28       | 23         | 無                                   |  |
| 第2航空隊                 |                                        | II/JG 54            | 南荷蘭省                  | Bf 109E            | 35       | 27         | 無                                   |  |
| 第2航空隊                 |                                        | III/JG 54           | 南荷蘭省                  | Bf 109E            | 29       | 23         | 無                                   |  |
| 第2航空隊                 |                                        | I/JG 77             | 北法                      | Bf 109E            | 42       | 40         | 無                                   |  |
| 1941年4月5日巴爾幹戰役    |                                        |                     |                           |                    |          |            |                                      |  |
| 航空隊番號                | 航空軍番號                             | 任務聯隊(航空團)    | 駐地                      | 機型               | 編制數量 | 可出擊數量 | 指揮官                               |  |
| 第4航空隊                 | 無                                     | 無                  | 維也納                    | 無                 | 無       | 無         | 亞歷山大·勒爾中將                    |  |
| 第4航空隊                 | 格拉茨航空兵團                         | 無                  |                           | 無                 | 無       | 無         | 將軍                                 |  |
| 第4航空隊                 | 格拉茨航空兵團                         | I/JG 27             | Graz-Thalerhof            | Bf 109E            | 33       | 27         | 無                                   |  |
| 第4航空隊                 | 格拉茨航空兵團                         | Stab, 5, 6/JG 54    | Graz-Thalerhof            | Bf 109E            | 35       | 27         | 無                                   |  |
| 第4航空隊                 | 阿拉德航空兵團                         | 無                  |                           | 無                 | 無       | 無         | 將軍                                 |  |
| 第4航空隊                 | 阿拉德航空兵團                         | 4, III/JG 54        | 阿拉德                    | Bf 109E            | 42       | 39         | 無                                   |  |
| 第4航空隊                 | 阿拉德航空兵團                         | Stab, II, III/JG 77 | 蒂米什縣 －代塔           | Bf 109E            | 92       | 73         | 無                                   |  |
| 第4航空隊                 | 阿拉德航空兵團                         | Stab, I, III/StG 77 | 阿拉德                    | Bf 109E            | 5        | 4          | 無                                   |  |
| 第4航空隊                 | 第8航空軍                              | 無                  | 保加利亞                  | 無                 | 無       | 無         | 沃爾弗拉姆·馮·里希特霍芬將軍         |  |
| 第4航空隊                 | 第8航空軍                              | Stab, III/JG 27     | Belica                    | Bf 109E            | 45       | 44         | 無                                   |  |
| 第4航空隊                 | 第8航空軍                              | II/JG 27            | 索菲亞                    | Bf 109E            | 40       | 37         | 無                                   |  |
| 第4航空隊                 | 第8航空軍                              | I（J）/LG 2         | 索菲亞                    | Bf 109E            | 27       | 22         | 無                                   |  |
| 第4航空隊                 | 第8航空軍                              | II（S）/LG 2        | 索菲亞                    | Bf 109E            | 29       | 23         | 無                                   |  |
| 第4航空隊                 | 德意志空軍 駐羅馬尼亞特遣隊            | 無                  |                           | 無                 | 無       | 無         | 將軍                                 |  |
| 第4航空隊                 | 德意志空軍 駐羅馬尼亞特遣隊            | III/JG 52           | 布加勒斯特 -皮佩拉        | Bf 109E            | 57       | 45         | 無                                   |  |
| 1941年6月21日巴巴羅薩行動 |                                        |                     |                           |                    |          |            |                                      |  |
| 航空隊番號                | 航空軍番號                             | 任務聯隊(航空團)    | 駐地                      | 機型               | 編制數量 | 可出擊數量 | 指揮官                               |  |
| 第1航空隊                 | 無                                     | 無                  | 因斯特堡                  | 無                 | 無       | 無         | 阿佛瑞得·科勒一級上將                |  |
| 第1航空隊                 | 第1航空軍                              | 無                  | 古姆賓嫩                  | 無                 | 無       | 無         | Helmuth Förster中將                  |  |
| 第1航空隊                 | 第1航空軍                              | Stab/JG 54          | Lindental                 | Bf 109F            | 4        | 3          | Hannes Trautloft上校                 |  |
| 第1航空隊                 | 第1航空軍                              | I/JG 54             | 拉斯滕堡                  | Bf 109F            | 40       | 34         | Hubertus von Bonin上尉               |  |
| 第1航空隊                 | 第1航空軍                              | II/JG 54            | Trakehnen                 | Bf 109F            | 40       | 33         | Dietrich Hrabak上尉                  |  |
| 第1航空隊                 | 第1航空軍                              | III/JG 54           | Blumenfeld                | Bf 109F            | 40       | 35         | Arnold Lignitz上尉                   |  |
| 第1航空隊                 | 第1航空軍                              | 4., 5./JG 53        | Neuseidel                 | Bf 109F            | 35       | 33         | ？無                                 |  |
| 第1航空隊                 | Luftgau-Kommando I                     | 無                  | [[]]                      | 無                 | 無       | 無         | 將軍                                 |  |
| 第1航空隊                 | Luftgau-Kommando I                     | Erg./JG 52          | 諾伊豪茲                  | Bf 109E            | 30       | 19         | 無                                   |  |
| 第1航空隊                 | Luftgau-Kommando I                     | Erg./JG 54          | 諾伊豪茲                  | Bf 109E            | 24       | 19         | 無                                   |  |
| 第2航空隊                 | 無                                     | 無                  | 華沙-畢蘭里               | 無                 | 無       | 無         | 阿爾貝特·凱塞林空軍元帥              |  |
| 第2航空隊                 |                                        | Stab/JG 53          | 克热维察                  | Bf 109F            | 6        | 6          | Günther Freiherr von Maltzahn上校    |  |
| 第2航空隊                 |                                        | I/JG 53             | 克热维察                  | Bf 109F            | 35       | 29         | Wilfried Balfanz中尉                 |  |
| 第2航空隊                 |                                        | III/JG 53           | 索博莱沃                  | Bf 109F            | 38       | 36         | Wolf-Dietrich Wilcke上尉             |  |
| 第2航空隊                 | 第2航空軍                              | 無                  | 古姆賓嫩                  | 無                 | 無       | 無         | Helmuth Förster中將                  |  |
| 第2航空隊                 | 第2航空軍                              | Stab/JG 51          | Siedlce                   | Bf 109F            | 4        | 4          | 维尔纳·默尔德斯中校                  |  |
| 第2航空隊                 | 第2航空軍                              | I/JG 51             | Starawies                 | Bf 109F            | 40       | 38         | Hermann-Friedrich Joppien上尉        |  |
| 第2航空隊                 | 第2航空軍                              | II/JG 51            | Siedlce                   | Bf 109F            | 40       | 23         | Josef Fözö上尉                       |  |
| 第2航空隊                 | 第2航空軍                              | III/JG 51           | Halaszi                   | Bf 109F            | 38       | 30         | Richard Leppla上尉                   |  |
| 第2航空隊                 | 第2航空軍                              | IV/JG 51            | Krzewica                  | Bf 109F            | 38       | 26         | Friedrich Beckh少校                  |  |
| 第2航空隊                 | 第8航空軍                              | 無                  | 保加利亞                  | 無                 | 無       | 無         | 沃爾弗拉姆·馮·里希特霍芬將軍         |  |
| 第2航空隊                 | 第8航空軍                              | II（Sch.）/LG 2     | 馬佐夫舍省 -普扎斯内什    | Bf 109E            | 38       | 37         | 無                                   |  |
| 第2航空隊                 | 第8航空軍                              | Stab/JG 27          | 索波里波                  | Bf 109E            | 4        | 4          | Bernhard Woldenga少校                |  |
| 第2航空隊                 | 第8航空軍                              | II/JG 27            | 波德拉謝省 -贝日尼基      | Bf 109E            | 40       | 31         | Ernst Düllberg上尉                   |  |
| 第2航空隊                 | 第8航空軍                              | III/JG 27           | 索波里波                  | Bf 109E            | 40       | 14         | Max Dobislav上尉                     |  |
| 第2航空隊                 | 第8航空軍                              | II/JG 52            | 索波里波                  | Bf 109E/F          | 39       | 37         | Erich Woitke上尉                     |  |
| 第4航空隊                 | 無                                     | 無                  | 熱舒夫                    | 無                 | 無       | 無         | Alexander Löhr將軍                   |  |
| 第4航空隊                 |                                        | Stab/JG 77          | 巴克烏                    | Bf 109E            | 2        | 2          | Gotthard Handrick少校                |  |
| 第4航空隊                 |                                        | II/JG 77            | 摩爾達維亞 -羅曼          | Bf 109E            | 39       | 19         | Anton Mader少校                      |  |
| 第4航空隊                 |                                        | III/JG 77           | 摩爾達維亞-羅曼           | Bf 109F-4          | 35       | 20         | Alexander von Winterfeldt少校        |  |
| 第4航空隊                 |                                        | I（J.）/LG 2        | Janca                     | Bf 109E            | 40       | 20         | 無                                   |  |
| 第4航空隊                 | 第5航空軍                              | 無                  | 扎莫希奇                  | 無                 | 無       | 無         | 羅伯特·馮·格萊姆將軍                 |  |
| 第4航空隊                 | 第5航空軍                              | Stab/JG 3           | 盧布林省 -霍斯滕内        | Bf 109F            | 4        | 4          | Günther Lützow上校                   |  |
| 第4航空隊                 | 第5航空軍                              | I/JG 3              | 盧布林省 -杜普            | Bf 109F            | 35       | 28         | Hans von Hahn上尉                    |  |
| 第4航空隊                 | 第5航空軍                              | II/JG 3             | 盧布林省 -霍司廷          | Bf 109F            | 35       | 32         | Gordon Gollob上尉                    |  |
| 第4航空隊                 | 第5航空軍                              | III/JG 3            | 喀爾巴阡山省 -莫代鲁夫卡  | Bf 109F            | 35       | 34         | Walter Oesau上尉                     |  |
| 第4航空隊                 | 德意志空軍 駐羅馬尼亞特遣隊            | 無                  |                           | 無                 | 無       | 無         | 將軍                                 |  |
| 第4航空隊                 | 德意志空軍 駐羅馬尼亞特遣隊            | Stab/JG 52          | Bukarest and Mizil        | Bf 109F            | 4        | 3          | 無                                   |  |
| 第4航空隊                 | 德意志空軍 駐羅馬尼亞特遣隊            | III/JG 52           | Mizil and Pipera          | Bf 109F            | 43       | 41         | Albert Blumensaat少校                |  |
| 1942年5月10日北非戰場     |                                        |                     |                           |                    |          |            |                                      |  |
| 航空隊番號                | 航空軍番號                             | 任務聯隊(航空團)    | 駐地                      | 機型               | 編制數量 | 可出擊數量 | 指揮官                               |  |
| 第2航空隊                 | 無                                     | 無                  | 華沙-畢蘭里               | 無                 | 無       | 無         | 阿爾貝特·凱塞林元帥                  |  |
| 第2航空隊                 | 北非航空兵團                           | 無                  | 昔蘭尼加 －大理石拱門     | 無                 | 無       | 無         | Stefan Fröhlich將軍                  |  |
| 第2航空隊                 | 北非航空兵團                           | Stab/JG 27          | 马尔图巴                  | Bf 109F-4          | ？       | ？         | Bernhard Woldenga少校                |  |
| 第2航空隊                 | 北非航空兵團                           | I./JG 27            | 马尔图巴                  | Bf 109F-4          | 30       | 21         | Eduard Neumann少校                   |  |
| 第2航空隊                 | 北非航空兵團                           | II./JG 27           | 马尔图巴                  | Bf 109F-4          | 33       | 27         | Erich Gerlitz上尉                    |  |
| 第2航空隊                 | 北非航空兵團                           | III./JG 27          | 马尔图巴                  | Bf 109F-4          | 29       | 15         | Erhard Braune上尉                    |  |
| 第2航空隊                 | 北非航空兵團                           | Jabo./JG 27         | 马尔图巴                  | Bf 109F-4/B 戰轟機 | 8        | 8          | 無                                   |  |
| 第2航空隊                 | 北非航空兵團                           | Stab/JG 53          | 科米索                    | Bf 109F-4/B        | 5        | 3          | Günther Freiherr von Maltzahn上校    |  |
| 第2航空隊                 | 北非航空兵團                           | II./JG 53           | 科米索                    | Bf 109F-4/B        | 42       | 27         | Walter Spies上尉                     |  |
| 第2航空隊                 | 北非航空兵團                           | III./JG 53          | 科米索                    | Bf 109F-4/B        | 39       | 25         | Erich Gerlitz少校                    |  |
| 第2航空隊                 | 北非航空兵團                           | Jabo./JG 53         | 傑拉                      | Bf 109F-4/B 戰轟機 | 12       | 6          | 無                                   |  |
| 1942年6月10日北非戰場     |                                        |                     |                           |                    |          |            |                                      |  |
| 航空隊番號                | 航空軍番號                             | 任務聯隊(航空團)    | 駐地                      | 機型               | 編制數量 | 可出擊數量 | 指揮官                               |  |
| 第2航空隊                 | 無                                     | 無                  | 華沙-畢蘭里               | 無                 | 無       | 無         | 阿爾貝特·凱塞林空軍元帥              |  |
| 第2航空隊                 | 北非航空兵團                           | 無                  | 昔蘭尼加 大理石拱門       | 無                 | 無       | 無         | Stefan Fröhlich將軍                  |  |
| 第2航空隊                 | 北非航空兵團                           | Stab/JG 27          | 北非                      | Bf 109F-4          | 1        | 0          | Eduard Neumann中校                   |  |
| 第2航空隊                 | 北非航空兵團                           | I./JG 27            | 北非                      | Bf 109F-4          | 31       | 16         | Gerhard Homuth上尉                   |  |
| 第2航空隊                 | 北非航空兵團                           | II./JG 27           | 北非                      | Bf 109F-4          | 24       | 16         | 古斯塔夫·羅德爾上尉                  |  |
| 第2航空隊                 | 北非航空兵團                           | III./JG 27          | 北非                      | Bf 109F-4          | 25       | 13         | Erhard Braune上尉                    |  |
| 第2航空隊                 | 北非航空兵團                           | Jabo./JG 27         | 北非                      | Bf 109F-4/B 戰轟機 | 11       | 3          | 無                                   |  |
| 第2航空隊                 | 北非航空兵團                           | III./JG 53          | 北非                      | Bf 109F-4/B        | 34       | 12         | Erich Gerlitz少校                    |  |
| 第2航空隊                 | 北非航空兵團                           | Jabo./JG 53         | 北非                      | Bf 109F-4/B 戰轟機 | 8        | 5          | 無                                   |  |
| 第2航空隊                 | 第2航空軍                              | 無                  | 陶爾米納                  | 無                 | 無       | 無         | 波諾·羅爾澤一級上將                  |  |
| 第2航空隊                 | 第2航空軍                              | Stab/JG 53          | 科米索                    | Bf 109F-4          | 5        | 3          | Günther Freiherr von Maltzahn上校    |  |
| 第2航空隊                 | 第2航空軍                              | II./JG 53           | 科米索                    | Bf 109F-4          | 38       | 25         | Walter Spies上尉                     |  |
| 第2航空隊                 | 第10航空軍                             | 無                  | 雅典 -Kiphissia           | 無                 | 無       | 無         | 漢斯·蓋斯勒二級上將                  |  |
| 第2航空隊                 | 第10航空軍                             | Jagd. Kdo./JG 27    | Maleme                    | Bf 109F-4          | 5        | 2          | 無                                   |  |
| 1943年5月17日東線戰場     |                                        |                     |                           |                    |          |            |                                      |  |
| 航空隊番號                | 航空軍番號                             | 任務聯隊(航空團)    | 駐地                      | 機型               | 編制數量 | 可出擊數量 | 指揮官                               |  |
| 第1航空隊                 | 無                                     | 無                  |                           | 無                 | 無       | 無         | 阿佛瑞得·科勒一級上將                |  |
| 第1航空隊                 |                                        | II./JG 54           |                           | Bf 109G            | 40       | 40         | Hauptmann Heinrich Jung              |  |
| 第1航空隊                 |                                        | Nachtjagd Schwarm   |                           | Bf 109             | 5        | 1          |                                      |  |
| 第4航空隊                 | 無                                     | 無                  |                           | 無                 | 無       | 無         | 奧圖·戴斯洛赫少將                    |  |
| 第4航空隊                 |                                        | II/JG 3             |                           | Bf 109G            | 40       | 24         | Major Kurt Brändle                   |  |
| 第4航空隊                 |                                        | III/JG 3            |                           | Bf 109G            | 35       | 20         | Major Wolfgang Ewald                 |  |
| 第4航空隊                 |                                        | Stab/JG 52          |                           | Bf 109G            | 4        | 2          | Oberstleutnant Dietrich Hrabak       |  |
| 第4航空隊                 |                                        | I/JG 52             |                           | Bf 109G            | 38       | 17         | Hauptmann Johannes Wiese             |  |
| 第4航空隊                 |                                        | II/JG 52            |                           | Bf 109G            | 28       | 14         | Hauptmann Helmut Kühle               |  |
| 第4航空隊                 |                                        | III/JG 52           |                           | Bf 109G            | 37       | 22         | Major Hubertus von Bonin             |  |
| 第4航空隊                 |                                        | 13.（slow.）/JG 52  |                           | Bf 109G            | ？       | ？         |                                      |  |
| 第4航空隊                 |                                        | 15.（kroat.）/JG 52 |                           | Bf 109G            | 10       | 6          |                                      |  |
| 第6航空隊                 | 無                                     | 無                  | 斯摩棱斯克                | 無                 | 無       | 無         | 羅伯特·馮·格萊姆一級上將             |  |
| 第6航空隊                 |                                        | 15.（span.）/JG 51  |                           | Bf 109G            | 16       | 6          |                                      |  |
| 1943年5月17日義大利戰場   |                                        |                     |                           |                    |          |            |                                      |  |
| 第2航空隊                 | 無                                     | 無                  |                           | 無                 | 無       | 無         |                                      |  |
| 第2航空隊                 |                                        | Stab/JG 27          |                           | Bf 109G            | 1        | 1          | Oberleutnant Jost Schlang            |  |
| 第2航空隊                 |                                        | II/JG 27            |                           | Bf 109G            | 40       | 38         | Hauptmann Werner Schröer             |  |
| 第2航空隊                 |                                        | III/JG 27           |                           | Bf 109G            | 40       | 40         | Hauptmann Ernst Düllberg             |  |
| 第2航空隊                 |                                        | II/JG 51            |                           | Bf 109G            | 40       | 29         | Hauptmann Hartmann Grasser           |  |
| 第2航空隊                 |                                        | Stab/JG 53          |                           | Bf 109G            | 4        | 3          | Oberst Günther Freiherr von Maltzahn |  |
| 第2航空隊                 |                                        | I/JG 53             |                           | Bf 109G            | 36       | 8          | Hauptmann Friedrich-Karl Müller      |  |
| 第2航空隊                 |                                        | II/JG 53            |                           | Bf 109G            | 34       | 10         | Hauptmann Gerhard Michalski          |  |
| 第2航空隊                 |                                        | III/JG 53           |                           | Bf 109G            | 38       | 24         | Hauptmann Franz Götz                 |  |
| 第2航空隊                 |                                        | Stab/JG 77          |                           | Bf 109G            | 4        | 3          | Oberstleutnant Johannes Steinhoff    |  |
| 第2航空隊                 |                                        | I/JG 77             |                           | Bf 109G            | 22       | 5          | Major Heinz Bär                      |  |
| 第2航空隊                 |                                        | II/JG 77            |                           | Bf 109G            | 27       | 11         | Major Anton Mader                    |  |
| 第2航空隊                 |                                        | III/JG 77           |                           | Bf 109G            | 23       | 0          | Major Kurt Ubben                     |  |
| 1943年5月17日西線戰場     |                                        |                     |                           |                    |          |            |                                      |  |
| 第3航空隊                 | 無                                     | 無                  |                           | 無                 | 無       | 無         |                                      |  |
| 第3航空隊                 |                                        | 10.（Jabo）/JG 2    |                           | Bf 109G            | 13       | 8          |                                      |  |
| 第3航空隊                 |                                        | 11. /JG 2           |                           | Bf 109G            | 14       | 9          |                                      |  |
| 第3航空隊                 |                                        | 12./JG 2            |                           | Bf 109G            | 15       | 12         |                                      |  |

## Bf 109的生產量
Bf 109的生產總數高達33,984架，如果以戰時1939年9月到1945年5月時間來看，Bf 109的生產數字有達到30,573架戰鬥機的生產總數佔德國飛機生產總數的47%，而Bf 109就佔戰鬥機生產總數的57%。 Bf 109 A–E在1936年到1939年8月總共生產了2,193架。 
在戰後，有865架的Bf 109衍生型被生產出來，分別由捷克斯洛伐克Avia S-99 & S-199s與西班牙Hispano Aviación HA-1109 and HA-1112 Buchons所生產。
| Bf 109生產線，所在地                        | Up to 1939 | 1939  | 1940  | 1941  | 1942  | 1943  | 1944   | 1945* | Totals* |
| ------------------------------------------- | ---------- | ----- | ----- | ----- | ----- | ----- | ------ | ----- | ------- |
| 梅塞希密特，雷斯根堡Regensburg              |            |       |       | 203   | 486   | 2,164 | 6,329  | 1,241 | 10,423  |
| 阿拉多（Arado），瓦爾納明德Warnemünde       |            |       |       | 370   |       |       |        |       | 370     |
| 厄拉（Erla），萊比錫Leipzig                 |            |       |       | 683   | 875   | 2,015 | 4,472  | 1,018 | 9,063   |
| 菲施勒（Fieseler），卡賽爾Kassel            |            |       |       | 155   |       |       |        |       | 155     |
| 維也納新城飛機廠（W.N.F.）, Wiener Neustadt |            |       |       | 836   | 1,297 | 2,200 | 3,081  | 541   | 7,892   |
| Győri Wagon- és Gépgyár, Győr               |            |       |       |       |       | 39    | 270    |       | 309     |
| 阿戈（Ago），奧舍斯萊本Oschersleben         |            |       |       | 381   |       |       |        |       | 381     |
| 總計                                        | 1,860      | 1,540 | 1,868 | 2,628 | 2,658 | 6,418 | 14,152 | 2,800 | 33,984  |

- 生產只到1945年3月為止

到1944年11月30為止，Bf 109的各種機型在各家生產線的產量：
- Erla（厄拉）
- 雷斯根堡（MttR）
- 維也納新城飛機廠（W.N.F.）
- 焦爾（Györ）
- 福克斯伍德（FW）
- 阿戈（Ago）
- 哥達（GFW）

| 機型版本         | Erla  | MttR  | BFW | W.N.F. | Györ | FW  | Ago | GFW | ArW | 總架數 |
| ---------------- | ----- | ----- | --- | ------ | ---- | --- | --- | --- | --- | ------ |
| A                |       |       | 20  |        |      |     |     |     |     | 20     |
| B-1              | 175   |       | 76  |        |      |     |     | 99  |     | 350    |
| C                |       |       | 58  |        |      |     |     |     |     | 58     |
| D                | 168   |       | 4   |        |      | 123 | 128 | 80  | 144 | 647    |
| E-1              |       |       | 14  |        |      | 90  | 80  | 508 | 491 | 1,183  |
| E-3              | 812   | 150   | 35  | 249    |      |     |     |     |     | 1,246  |
| E-4              | 195   | 82    |     | 219    |      |     |     |     |     | 496    |
| E-5              |       |       |     |        |      |     |     |     | 19  | 19     |
| E-6N             |       |       |     |        |      |     |     |     | 9   | 9      |
| E-7              | 105   | 63    |     | 87     |      |     |     | 135 | 64  | 454    |
| E-8              |       |       |     | 38     |      |     |     | 22  |     | 60     |
| T                |       |       |     |        |      |     |     | 70  |     | 70     |
| F-1              |       | 157   |     | 49     |      |     |     |     |     | 206    |
| F-2              | 218   | 208   |     | 170    |      |     | 378 |     | 258 | 1,233  |
| F-4              | 121   |       |     |        |      |     |     |     |     | 121    |
| F-4/R1           |       |       |     | 240    |      |     |     |     |     | 240    |
| F-4/R2           | 5     |       |     |        |      |     |     |     |     | 5      |
| F-4/R3           | 36    |       |     |        |      |     |     |     |     | 36     |
| F-4tp            | 576   |       |     |        |      |     |     |     |     | 576    |
| F-4Z             | 55    |       |     | 806    |      |     |     |     |     | 861    |
| G-1              | 67    | 20    |     |        |      |     |     |     |     | 87     |
| G-1/R2           |       | 80    |     |        |      |     |     |     |     | 80     |
| G-2              | 160   | 99    | 914 |        |      |     |     |     |     | 1,173  |
| G-2tp            | 384   | 22    |     |        |      |     |     |     |     | 406    |
| G-2/R1           |       |       |     | 10     |      |     |     |     |     | 10     |
| G-3              |       | 50    |     |        |      |     |     |     |     | 50     |
| G-4              |       | 89    | 636 |        |      |     |     |     |     | 725    |
| G-4tp            | 266   | 173   |     |        |      |     |     |     |     | 439    |
| G-4/R3           |       |       |     | 80     |      |     |     |     |     | 80     |
| G-5              | 475   |       |     |        |      |     |     |     |     | 475    |
| G-6              | 2,565 | 4,119 |     | 1,159  |      |     |     |     |     | 7,843  |
| G-6AS            |       | 325   |     |        |      |     |     |     |     | 325    |
| G-6/R2           |       |       |     | 130    |      |     |     |     |     | 130    |
| G-6/R3           |       |       |     | 40     |      |     |     |     |     | 40     |
| G-6/U2           | 324   |       |     |        |      |     |     |     |     | 324    |
| G-6/U4           |       |       |     | 1,632  | 31   |     |     |     |     | 1,663  |
| G-6tp            | 298   | 1,119 |     |        |      |     |     |     |     | 1,417  |
| G-8              |       |       |     | 167    |      |     |     |     |     | 167    |
| G-8/R5           |       |       |     | 734    | 31   |     |     |     |     | 767    |
| G-10             | 333   | 112   |     |        |      |     |     |     |     | 445    |
| G-10/R6          | 49    |       |     |        |      |     |     |     |     | 49     |
| G-14             |       |       |     |        |      |     |     |     |     | 2,022  |
| G-14AS           |       |       |     |        |      |     |     |     |     | 1,306  |
| G-14/U4          |       |       |     |        | 32   |     |     |     |     | 582    |
| G div. zerstörte | 119   |       |     |        |      |     |     |     |     | 119    |
| K-2              |       | 1     |     |        |      |     |     |     |     | 1      |
| K-4              |       | 531   |     |        |      |     |     |     |     | 531    |
| 總架數           |       |       | 479 |        | 94   | 213 | 586 | 914 | 985 | 29,161 |

## 戰後的使用
有些Bf-109一直服役到戰後多年。匈牙利的Bf-109由其機組人員於1945年5月6日自行摧毀在德國境內，羅馬尼亞繼續使用其Bf-109直到1955年。芬蘭空軍繼續使用到1954年3月。

西班牙的授权仿制品服役更久，一直到20世紀的60年代末。電影不列顛空戰的Bf-109就是使用這些西班牙飛機。1942年西班牙政府获得Bf-109仿制授权，原计划仿制200架，1944年试制完成采用DB引擎的HA-1109，但直到战争结束后才开始批量生产。此时德国已战败，戴姆勒·奔驰的航空发动机停产且中断了零件供应等售后服务，因此这些战后制造的HA-1112只得改用法国产Hispano-Suiza 12Z（螺旋桨顺时针旋转），或老对手喷火式使用的梅林发动机（螺旋桨逆时针旋转）；为此重新设计了引擎架和机头外形以安置这些正V引擎，排气口位于机首上列，而原版Bf-109使用的DB系列引擎为倒V安置，排气口位于机首下列，仅略高于主翼翼根。因战后大量德国武器被销毁，这些西班牙授权制品退役后至70年代还能飞行，有些西班牙的機體被出售給博物館的重建。

瑞士的Bf-109G一直使用到20世紀的50年代。

## Bf還是Me
在各國出版品者是文獻當中，Bf 109和Me 109都可以見到，雖然都是描述同一架飛機，但是卻有不同的名稱，而且這兩個名稱都被廣泛的使用，甚至考據德國空軍在戰時的資料也顯示兩者都有被使用，使得情形相當混亂。
2000年代初期，英國權威的航空作家Bill Gunston撰文於Air International雜誌上提出他的考據。名稱混亂的來源是生產諸多由梅塞施密特博士設計的巴伐利亞飛機製造廠的名稱字頭縮寫是Bf，可是稍後德國政府改以梅塞施密特的開頭縮寫Me來命名由他所設計的飛機，以作為一種獎勵的象徵。因此，這個分界點應該以1938年為準，在該年以前設計的機種，無論生產到哪一年，飛機正式稱呼應該以Bf開頭，該年以後設計的飛機則使用Me開頭的編號。
根據這個考據，Bf 109和Bf 110是正確的，同樣的理由，Me 262和Me 163也是正確的稱呼。

## 註解
1. ↑  .   [2009-07-10]. （原始内容存档于2009-05-05）.
2. ↑  .   [2009-07-27]. （原始内容存档于2009-04-30）.
3. ↑  .   [2009-07-27]. （原始内容存档于2009-06-11）.
4. ↑  .   [2009-07-27]. （原始内容存档于2010-12-08）.
5. ↑  . www.mauthausen-memorial.org.   [28 July 2018]. （原始内容存档于28 July 2018） （英语）.
6. ↑  Messerschmitt AG documents （页面存档备份，存于） Retrieved: 23 February 2008
7. ↑  Prien and Rodeike 1995, pp. 167–176
8. ↑  命名規則：German phonetic alphabet of World War II （页面存档备份，存于）
9. ↑  Zobel and Mathmann 1995, p. 3.
10. 1 2 3 4 5 6  Ritger 2006, p. 6.
11. ↑  Kobel and Mathmann 1997, p. 3.
12. ↑  Beaman and Campbell 1980, p. 13.
13. ↑  英國從擄獲的DB 601系列引擎報告中描述被嚴密保護的砲塔（A double walled cannon tube housing）as part of the crankcase. Few if any Bf 109s used weapons firing through the propeller hub until the Bf 109 F-series, which used 15 mm（.59 in）and 20 mm weapons.
14. 1 2  Cross and Scarborough 1976, p. 15.
15. ↑  Prien and Rodeike 1995, p. 177.
16. ↑  Green 1980, p. 88.
17. 1 2 3 4  Randinger and Otto 1999, p. 21.
18. ↑  Hahn 1963, p. 35.
19. 1 2  Ritger, 2006. p. 170
20. 1 2 3  RLM Flugzeugbeschaffungs-Programm Nr. 10 von 01.01.1939（Deliveries up to 31.12.1938）
21. ↑  Ritger, 2006. p. 171
22. ↑  Feist 1993, p. 23.
23. ↑  Green 1980, p. 70.
24. 1 2  Baubeschreibung für das Flugzeugmuster Messerschmitt Me 109 mit DB 601, 1939. Reprint: Luftfahrt-Archiv Hafner
25. ↑  Radinger and Schick 1999.
26. 1 2  Prien and Rodeike 1995, pp. 8–9.
27. ↑  Ritger, 2006. p. 173
28. 1 2  Green 1980, pp. 84–86.
29. 1 2  Radinger and Otto 1999, p. 14.
30. ↑  Beim-zeugmeister : Das Leistungsvermögen der Bf 109 F-4 - Britische Testergebnisse..   [2009-11-06]. （原始内容存档于2009-07-02）.
31. ↑  109 F cooling system （页面存档备份，存于） Retrieved: 24 April 2008.
32. ↑  Prien and Rodeike 1995, p. 12.
33. ↑  Ersätzteiliste Bf 109G, pp. 117–118.
34. ↑  Prien and Rodeike 1995, p. 169.
35. ↑  Ersätzteiliste Bf 109K, Rumpfwerk, Baugruppe 209.728.
36. ↑  Radinger and Otto 1999, p. 15.
37. ↑  Mölders victory list （页面存档备份，存于） Retrieved: 20 April 2008.
38. ↑  Radinger and Otto 1999, p. 19.
39. ↑  Beim-zeugmeister - Das Leistungsvermögen der Bf 109 F-4. Freigabe der Not-/Startleistung des DB 601 E .   [2009-08-07]. （原始内容存档于2009-06-30）.
40. ↑  Beim-zeugmeister - Das Leistungsvermögen der Bf 109 F-4. Übersichtstabelle Flugzeugmuster OKL Stand Juni 1942 Bf 109F （页面存档备份，存于）
41. ↑  Bf 109 F-1 bis F-4 Flugzeug-Handbuch, Teil 6: Triebwerks，anlage, Werksausgabe, 1941. Reprint: Luftfahrt Archiv Hafner, Ludwigsburg. p. 7.
42. ↑  Prien and Rodeike 1995, pp. 49, 66.
43. ↑  Bf 109F, G and K radiator design （页面存档备份，存于） Retrieved: 23 February 2008.
44. ↑  Spick 2003
45. ↑  Feist 1993, p. 37.
46. 1 2  Feist 1993, p. 154.
47. ↑  Prien and Rodeike 1995, p. 57.
48. ↑  Prien and Rodeike 1995, pp. 62-63.
49. 1 2  Griehl 2004, p. 5.
50. ↑  Prien and Rodeike 1995, p. 81.
51. ↑  Prien and Rodeike 1995, pp.84-85
52. ↑  Prien and Rodeike 1995, p. 96.
53. ↑  Prien and Rodeike 1995, p. 80.
54. ↑  Prien & Rodeike, 1995, p. 99.
55. ↑  Prien & Rodeike 1995, p. 134.
56. ↑  Prien & Rodeike 1995, p. 137.
57. ↑  Prien and Rodeike 1995, p. 108.
58. ↑  Prien and Rodeike 1995, pp. 104–105.
59. ↑  Prien and Rodeike 1995, pp. 112–113, 178–181, 188–189.
60. ↑  Starr 2005, pp. 45-46, 47.
61. ↑  Prien and Rodieke 1995, pp. 156, 161.
62. ↑  Prien and Rodeike 1995, p. 159.
63. ↑  Prien and Rodeike 1995, p. 147.
64. ↑  Fesit 1993, p. 45.
65. ↑  Prien and Rodeike 1998, p. 166.
66. ↑  Werkschrift 2109 Bf 109 K-4 Flugzeug Handbuch. Teil 0, Allgemeine Angaben, 1944. Pg. 34. Luftfahrt Archiv Hafner, Ludwigsburg.
67. 1 2  Green 1980, p. 82.
68. ↑  Radinger and Schick 1997
69. ↑  Marshall 1994
70. ↑  Marshall 2002
71. 1 2   Feist 1993, p. 45.
72. ↑  Feist 1993, p. 50.
73. ↑  Feist 1993, p. 51.
74. ↑  U.S. Strategic Bombing Survey, Aircraft Division Industry Report, Exhibit I - German Airplane Programs vs Actual Production.

## 外部連結
- Bf 109 Restoration （页面存档备份，存于）
- Bf 109 Aircraft Variations（页面存档备份，存于）
- Luftwaffe Archive（页面存档备份，存于）
- The 109 Lair（页面存档备份，存于）
- 109F-4 documents （页面存档备份，存于）
- Photo gallery of Messerschmitt Bf 109G-5